# فهرست سیارک‌ها (۱۶۹۰۰۱–۱۷۰۰۰۱)
فهرست سیارک‌ها (۱۶۹۰۰۱ - ۱۷۰۰۰۱) فهرست سیارک‌ها از ۱۶۹۰۰۱ تا ۱۷۰۰۰۱ است.
| نام    | نام انگلیسی | تاریخ کشف       |
| ------ | ----------- | --------------- |
| ۱۶۹۰۰۱ | 2001 DN31   | ۱۷ فوریه ۲۰۰۱   |
| ۱۶۹۰۰۲ | 2001 DG32   | ۱۷ فوریه ۲۰۰۱   |
| ۱۶۹۰۰۳ | 2001 DG33   | ۱۷ فوریه ۲۰۰۱   |
| ۱۶۹۰۰۴ | 2001 DO36   | ۱۹ فوریه ۲۰۰۱   |
| ۱۶۹۰۰۵ | 2001 DC37   | ۱۹ فوریه ۲۰۰۱   |
| ۱۶۹۰۰۶ | 2001 DU37   | ۱۹ فوریه ۲۰۰۱   |
| ۱۶۹۰۰۷ | 2001 DC38   | ۱۹ فوریه ۲۰۰۱   |
| ۱۶۹۰۰۸ | 2001 DR40   | ۱۹ فوریه ۲۰۰۱   |
| ۱۶۹۰۰۹ | 2001 DD42   | ۱۹ فوریه ۲۰۰۱   |
| ۱۶۹۰۱۰ | 2001 DT42   | ۱۹ فوریه ۲۰۰۱   |
| ۱۶۹۰۱۱ | 2001 DW43   | ۱۹ فوریه ۲۰۰۱   |
| ۱۶۹۰۱۲ | 2001 DD45   | ۱۹ فوریه ۲۰۰۱   |
| ۱۶۹۰۱۳ | 2001 DP53   | ۲۰ فوریه ۲۰۰۱   |
| ۱۶۹۰۱۴ | 2001 DM60   | ۱۹ فوریه ۲۰۰۱   |
| ۱۶۹۰۱۵ | 2001 DS61   | ۱۹ فوریه ۲۰۰۱   |
| ۱۶۹۰۱۶ | 2001 DD66   | ۱۹ فوریه ۲۰۰۱   |
| ۱۶۹۰۱۷ | 2001 DU67   | ۱۹ فوریه ۲۰۰۱   |
| ۱۶۹۰۱۸ | 2001 DV68   | ۱۹ فوریه ۲۰۰۱   |
| ۱۶۹۰۱۹ | 2001 DL75   | ۲۰ فوریه ۲۰۰۱   |
| ۱۶۹۰۲۰ | 2001 DD89   | ۲۷ فوریه ۲۰۰۱   |
| ۱۶۹۰۲۱ | 2001 DP90   | ۲۲ فوریه ۲۰۰۱   |
| ۱۶۹۰۲۲ | 2001 DP91   | ۲۰ فوریه ۲۰۰۱   |
| ۱۶۹۰۲۳ | 2001 DX93   | ۱۹ فوریه ۲۰۰۱   |
| ۱۶۹۰۲۴ | 2001 DX95   | ۱۷ فوریه ۲۰۰۱   |
| ۱۶۹۰۲۵ | 2001 DY95   | ۱۷ فوریه ۲۰۰۱   |
| ۱۶۹۰۲۶ | 2001 DY104  | ۱۶ فوریه ۲۰۰۱   |
| ۱۶۹۰۲۷ | 2001 DD107  | ۲۰ فوریه ۲۰۰۱   |
| ۱۶۹۰۲۸ | 2001 EU3    | ۲ مارس ۲۰۰۱     |
| ۱۶۹۰۲۹ | 2001 ES7    | ۲ مارس ۲۰۰۱     |
| ۱۶۹۰۳۰ | 2001 EA9    | ۲ مارس ۲۰۰۱     |
| ۱۶۹۰۳۱ | 2001 EZ13   | ۱۵ مارس ۲۰۰۱    |
| ۱۶۹۰۳۲ | 2001 FR10   | ۱۹ مارس ۲۰۰۱    |
| ۱۶۹۰۳۳ | 2001 FA14   | ۱۹ مارس ۲۰۰۱    |
| ۱۶۹۰۳۴ | 2001 FM16   | ۱۹ مارس ۲۰۰۱    |
| ۱۶۹۰۳۵ | 2001 FJ19   | ۱۹ مارس ۲۰۰۱    |
| ۱۶۹۰۳۶ | 2001 FC22   | ۲۱ مارس ۲۰۰۱    |
| ۱۶۹۰۳۷ | 2001 FN26   | ۱۸ مارس ۲۰۰۱    |
| ۱۶۹۰۳۸ | 2001 FD40   | ۱۸ مارس ۲۰۰۱    |
| ۱۶۹۰۳۹ | 2001 FO40   | ۱۸ مارس ۲۰۰۱    |
| ۱۶۹۰۴۰ | 2001 FS42   | ۱۸ مارس ۲۰۰۱    |
| ۱۶۹۰۴۱ | 2001 FE43   | ۱۸ مارس ۲۰۰۱    |
| ۱۶۹۰۴۲ | 2001 FS43   | ۱۸ مارس ۲۰۰۱    |
| ۱۶۹۰۴۳ | 2001 FV48   | ۱۸ مارس ۲۰۰۱    |
| ۱۶۹۰۴۴ | 2001 FB49   | ۱۸ مارس ۲۰۰۱    |
| ۱۶۹۰۴۵ | 2001 FE54   | ۱۸ مارس ۲۰۰۱    |
| ۱۶۹۰۴۶ | 2001 FU55   | ۲۳ مارس ۲۰۰۱    |
| ۱۶۹۰۴۷ | 2001 FK59   | ۱۹ مارس ۲۰۰۱    |
| ۱۶۹۰۴۸ | 2001 FP61   | ۱۹ مارس ۲۰۰۱    |
| ۱۶۹۰۴۹ | 2001 FU86   | ۲۱ مارس ۲۰۰۱    |
| ۱۶۹۰۵۰ | 2001 FL88   | ۲۶ مارس ۲۰۰۱    |
| ۱۶۹۰۵۱ | 2001 FF92   | ۱۶ مارس ۲۰۰۱    |
| ۱۶۹۰۵۲ | 2001 FH92   | ۱۶ مارس ۲۰۰۱    |
| ۱۶۹۰۵۳ | 2001 FO92   | ۱۶ مارس ۲۰۰۱    |
| ۱۶۹۰۵۴ | 2001 FF98   | ۱۶ مارس ۲۰۰۱    |
| ۱۶۹۰۵۵ | 2001 FE105  | ۱۸ مارس ۲۰۰۱    |
| ۱۶۹۰۵۶ | 2001 FW115  | ۱۹ مارس ۲۰۰۱    |
| ۱۶۹۰۵۷ | 2001 FN116  | ۱۹ مارس ۲۰۰۱    |
| ۱۶۹۰۵۸ | 2001 FC117  | ۱۹ مارس ۲۰۰۱    |
| ۱۶۹۰۵۹ | 2001 FV124  | ۲۹ مارس ۲۰۰۱    |
| ۱۶۹۰۶۰ | 2001 FY124  | ۲۹ مارس ۲۰۰۱    |
| ۱۶۹۰۶۱ | 2001 FP126  | ۲۶ مارس ۲۰۰۱    |
| ۱۶۹۰۶۲ | 2001 FN137  | ۲۱ مارس ۲۰۰۱    |
| ۱۶۹۰۶۳ | 2001 FO144  | ۲۳ مارس ۲۰۰۱    |
| ۱۶۹۰۶۴ | 2001 FM146  | ۲۴ مارس ۲۰۰۱    |
| ۱۶۹۰۶۵ | 2001 FO156  | ۲۶ مارس ۲۰۰۱    |
| ۱۶۹۰۶۶ | 2001 FR157  | ۲۷ مارس ۲۰۰۱    |
| ۱۶۹۰۶۷ | 2001 FK167  | ۱۹ مارس ۲۰۰۱    |
| ۱۶۹۰۶۸ | 2001 FX167  | ۲۰ مارس ۲۰۰۱    |
| ۱۶۹۰۶۹ | 2001 FC171  | ۲۴ مارس ۲۰۰۱    |
| ۱۶۹۰۷۰ | 2001 FM176  | ۱۶ مارس ۲۰۰۱    |
| ۱۶۹۰۷۱ | 2001 FR185  | ۲۶ مارس ۲۰۰۱    |
| ۱۶۹۰۷۲ | 2001 FN196  | ۲۶ مارس ۲۰۰۱    |
| ۱۶۹۰۷۳ | 2001 GZ3    | ۱۵ آوریل ۲۰۰۱   |
| ۱۶۹۰۷۴ | 2001 GK7    | ۱۵ آوریل ۲۰۰۱   |
| ۱۶۹۰۷۵ | 2001 GX10   | ۱۵ آوریل ۲۰۰۱   |
| ۱۶۹۰۷۶ | 2001 GY10   | ۱۵ آوریل ۲۰۰۱   |
| ۱۶۹۰۷۷ | 2001 HT3    | ۱۸ آوریل ۲۰۰۱   |
| ۱۶۹۰۷۸ | 2001 HD14   | ۲۳ آوریل ۲۰۰۱   |
| ۱۶۹۰۷۹ | 2001 HO14   | ۲۱ آوریل ۲۰۰۱   |
| ۱۶۹۰۸۰ | 2001 HT32   | ۲۳ آوریل ۲۰۰۱   |
| ۱۶۹۰۸۱ | 2001 HZ33   | ۲۷ آوریل ۲۰۰۱   |
| ۱۶۹۰۸۲ | 2001 HK35   | ۲۹ آوریل ۲۰۰۱   |
| ۱۶۹۰۸۳ | 2001 HA40   | ۲۹ آوریل ۲۰۰۱   |
| ۱۶۹۰۸۴ | 2001 HF49   | ۲۱ آوریل ۲۰۰۱   |
| ۱۶۹۰۸۵ | 2001 HH50   | ۲۲ آوریل ۲۰۰۱   |
| ۱۶۹۰۸۶ | 2001 HW54   | ۲۴ آوریل ۲۰۰۱   |
| ۱۶۹۰۸۷ | 2001 HL59   | ۲۳ آوریل ۲۰۰۱   |
| ۱۶۹۰۸۸ | 2001 JG3    | ۱۵ مه ۲۰۰۱      |
| ۱۶۹۰۸۹ | 2001 JC7    | ۱۵ مه ۲۰۰۱      |
| ۱۶۹۰۹۰ | 2001 JT7    | ۱۵ مه ۲۰۰۱      |
| ۱۶۹۰۹۱ | 2001 KA14   | ۱۸ مه ۲۰۰۱      |
| ۱۶۹۰۹۲ | 2001 KN21   | ۲۲ مه ۲۰۰۱      |
| ۱۶۹۰۹۳ | 2001 KK22   | ۱۷ مه ۲۰۰۱      |
| ۱۶۹۰۹۴ | 2001 KQ32   | ۲۴ مه ۲۰۰۱      |
| ۱۶۹۰۹۵ | 2001 KT36   | ۲۱ مه ۲۰۰۱      |
| ۱۶۹۰۹۶ | 2001 KP49   | ۲۴ مه ۲۰۰۱      |
| ۱۶۹۰۹۷ | 2001 KT53   | ۱۸ مه ۲۰۰۱      |
| ۱۶۹۰۹۸ | 2001 KW58   | ۲۶ مه ۲۰۰۱      |
| ۱۶۹۰۹۹ | 2001 KC63   | ۱۸ مه ۲۰۰۱      |
| ۱۶۹۱۰۰ | 2001 KX69   | ۲۲ مه ۲۰۰۱      |
| ۱۶۹۱۰۱ | 2001 KD72   | ۲۴ مه ۲۰۰۱      |
| ۱۶۹۱۰۲ | 2001 KW75   | ۲۶ مه ۲۰۰۱      |
| ۱۶۹۱۰۳ | 2001 LB3    | ۱۳ ژوئن ۲۰۰۱    |
| ۱۶۹۱۰۴ | 2001 NN8    | ۱۴ ژوئیه ۲۰۰۱   |
| ۱۶۹۱۰۵ | 2001 NK10   | ۱۴ ژوئیه ۲۰۰۱   |
| ۱۶۹۱۰۶ | 2001 OK4    | ۱۹ ژوئیه ۲۰۰۱   |
| ۱۶۹۱۰۷ | 2001 OW7    | ۱۷ ژوئیه ۲۰۰۱   |
| ۱۶۹۱۰۸ | 2001 OO17   | ۱۷ ژوئیه ۲۰۰۱   |
| ۱۶۹۱۰۹ | 2001 OY24   | ۱۶ ژوئیه ۲۰۰۱   |
| ۱۶۹۱۱۰ | 2001 OF34   | ۱۹ ژوئیه ۲۰۰۱   |
| ۱۶۹۱۱۱ | 2001 OV35   | ۲۱ ژوئیه ۲۰۰۱   |
| ۱۶۹۱۱۲ | 2001 OS42   | ۲۲ ژوئیه ۲۰۰۱   |
| ۱۶۹۱۱۳ | 2001 OB43   | ۲۲ ژوئیه ۲۰۰۱   |
| ۱۶۹۱۱۴ | 2001 OK47   | ۱۶ ژوئیه ۲۰۰۱   |
| ۱۶۹۱۱۵ | 2001 OC62   | ۲۱ ژوئیه ۲۰۰۱   |
| ۱۶۹۱۱۶ | 2001 OT69   | ۱۹ ژوئیه ۲۰۰۱   |
| ۱۶۹۱۱۷ | 2001 OZ74   | ۲۹ ژوئیه ۲۰۰۱   |
| ۱۶۹۱۱۸ | 2001 OG78   | ۲۶ ژوئیه ۲۰۰۱   |
| ۱۶۹۱۱۹ | 2001 OE79   | ۲۷ ژوئیه ۲۰۰۱   |
| ۱۶۹۱۲۰ | 2001 PV7    | ۱۰ اوت ۲۰۰۱     |
| ۱۶۹۱۲۱ | 2001 PJ16   | ۹ اوت ۲۰۰۱      |
| ۱۶۹۱۲۲ | 2001 PQ24   | ۱۱ اوت ۲۰۰۱     |
| ۱۶۹۱۲۳ | 2001 PD25   | ۱۱ اوت ۲۰۰۱     |
| ۱۶۹۱۲۴ | 2001 PZ25   | ۱۱ اوت ۲۰۰۱     |
| ۱۶۹۱۲۵ | 2001 PZ27   | ۱۳ اوت ۲۰۰۱     |
| ۱۶۹۱۲۶ | 2001 PP30   | ۱۰ اوت ۲۰۰۱     |
| ۱۶۹۱۲۷ | 2001 PD31   | ۱۰ اوت ۲۰۰۱     |
| ۱۶۹۱۲۸ | 2001 PT34   | ۱۰ اوت ۲۰۰۱     |
| ۱۶۹۱۲۹ | 2001 PW35   | ۱۱ اوت ۲۰۰۱     |
| ۱۶۹۱۳۰ | 2001 PV40   | ۱۱ اوت ۲۰۰۱     |
| ۱۶۹۱۳۱ | 2001 PR46   | ۱۳ اوت ۲۰۰۱     |
| ۱۶۹۱۳۲ | 2001 PP52   | ۱۵ اوت ۲۰۰۱     |
| ۱۶۹۱۳۳ | 2001 PT54   | ۱۴ اوت ۲۰۰۱     |
| ۱۶۹۱۳۴ | 2001 QB36   | ۱۶ اوت ۲۰۰۱     |
| ۱۶۹۱۳۵ | 2001 QM42   | ۱۶ اوت ۲۰۰۱     |
| ۱۶۹۱۳۶ | 2001 QD52   | ۱۶ اوت ۲۰۰۱     |
| ۱۶۹۱۳۷ | 2001 QM57   | ۱۶ اوت ۲۰۰۱     |
| ۱۶۹۱۳۸ | 2001 QG59   | ۱۷ اوت ۲۰۰۱     |
| ۱۶۹۱۳۹ | 2001 QK72   | ۲۱ اوت ۲۰۰۱     |
| ۱۶۹۱۴۰ | 2001 QO87   | ۱۷ اوت ۲۰۰۱     |
| ۱۶۹۱۴۱ | 2001 QQ92   | ۲۲ اوت ۲۰۰۱     |
| ۱۶۹۱۴۲ | 2001 QD108  | ۲۵ اوت ۲۰۰۱     |
| ۱۶۹۱۴۳ | 2001 QG113  | ۲۵ اوت ۲۰۰۱     |
| ۱۶۹۱۴۴ | 2001 QT115  | ۱۷ اوت ۲۰۰۱     |
| ۱۶۹۱۴۵ | 2001 QH121  | ۱۹ اوت ۲۰۰۱     |
| ۱۶۹۱۴۶ | 2001 QL121  | ۱۹ اوت ۲۰۰۱     |
| ۱۶۹۱۴۷ | 2001 QB126  | ۱۹ اوت ۲۰۰۱     |
| ۱۶۹۱۴۸ | 2001 QG127  | ۲۰ اوت ۲۰۰۱     |
| ۱۶۹۱۴۹ | 2001 QO133  | ۲۱ اوت ۲۰۰۱     |
| ۱۶۹۱۵۰ | 2001 QB156  | ۲۳ اوت ۲۰۰۱     |
| ۱۶۹۱۵۱ | 2001 QA157  | ۲۳ اوت ۲۰۰۱     |
| ۱۶۹۱۵۲ | 2001 QA163  | ۲۳ اوت ۲۰۰۱     |
| ۱۶۹۱۵۳ | 2001 QV166  | ۲۴ اوت ۲۰۰۱     |
| ۱۶۹۱۵۴ | 2001 QJ172  | ۲۵ اوت ۲۰۰۱     |
| ۱۶۹۱۵۵ | 2001 QS179  | ۲۵ اوت ۲۰۰۱     |
| ۱۶۹۱۵۶ | 2001 QS183  | ۲۸ اوت ۲۰۰۱     |
| ۱۶۹۱۵۷ | 2001 QH187  | ۲۱ اوت ۲۰۰۱     |
| ۱۶۹۱۵۸ | 2001 QZ187  | ۲۱ اوت ۲۰۰۱     |
| ۱۶۹۱۵۹ | 2001 QQ191  | ۲۲ اوت ۲۰۰۱     |
| ۱۶۹۱۶۰ | 2001 QG194  | ۲۲ اوت ۲۰۰۱     |
| ۱۶۹۱۶۱ | 2001 QU202  | ۲۳ اوت ۲۰۰۱     |
| ۱۶۹۱۶۲ | 2001 QJ204  | ۲۳ اوت ۲۰۰۱     |
| ۱۶۹۱۶۳ | 2001 QZ205  | ۲۳ اوت ۲۰۰۱     |
| ۱۶۹۱۶۴ | 2001 QF209  | ۲۳ اوت ۲۰۰۱     |
| ۱۶۹۱۶۵ | 2001 QF213  | ۲۳ اوت ۲۰۰۱     |
| ۱۶۹۱۶۶ | 2001 QD218  | ۲۳ اوت ۲۰۰۱     |
| ۱۶۹۱۶۷ | 2001 QO225  | ۲۴ اوت ۲۰۰۱     |
| ۱۶۹۱۶۸ | 2001 QS225  | ۲۴ اوت ۲۰۰۱     |
| ۱۶۹۱۶۹ | 2001 QU225  | ۲۴ اوت ۲۰۰۱     |
| ۱۶۹۱۷۰ | 2001 QQ231  | ۲۴ اوت ۲۰۰۱     |
| ۱۶۹۱۷۱ | 2001 QW231  | ۲۴ اوت ۲۰۰۱     |
| ۱۶۹۱۷۲ | 2001 QA232  | ۲۴ اوت ۲۰۰۱     |
| ۱۶۹۱۷۳ | 2001 QU233  | ۲۴ اوت ۲۰۰۱     |
| ۱۶۹۱۷۴ | 2001 QC234  | ۲۴ اوت ۲۰۰۱     |
| ۱۶۹۱۷۵ | 2001 QZ241  | ۲۴ اوت ۲۰۰۱     |
| ۱۶۹۱۷۶ | 2001 QN253  | ۲۵ اوت ۲۰۰۱     |
| ۱۶۹۱۷۷ | 2001 QP259  | ۲۵ اوت ۲۰۰۱     |
| ۱۶۹۱۷۸ | 2001 QH260  | ۲۵ اوت ۲۰۰۱     |
| ۱۶۹۱۷۹ | 2001 QF266  | ۲۰ اوت ۲۰۰۱     |
| ۱۶۹۱۸۰ | 2001 QE269  | ۲۰ اوت ۲۰۰۱     |
| ۱۶۹۱۸۱ | 2001 QQ276  | ۱۹ اوت ۲۰۰۱     |
| ۱۶۹۱۸۲ | 2001 QJ283  | ۱۸ اوت ۲۰۰۱     |
| ۱۶۹۱۸۳ | 2001 QN289  | ۱۶ اوت ۲۰۰۱     |
| ۱۶۹۱۸۴ | 2001 QQ306  | ۱۹ اوت ۲۰۰۱     |
| ۱۶۹۱۸۵ | 2001 RL2    | ۸ سپتامبر ۲۰۰۱  |
| ۱۶۹۱۸۶ | 2001 RZ2    | ۸ سپتامبر ۲۰۰۱  |
| ۱۶۹۱۸۷ | 2001 RZ9    | ۱۰ سپتامبر ۲۰۰۱ |
| ۱۶۹۱۸۸ | 2001 RF18   | ۷ سپتامبر ۲۰۰۱  |
| ۱۶۹۱۸۹ | 2001 RZ28   | ۷ سپتامبر ۲۰۰۱  |
| ۱۶۹۱۹۰ | 2001 RT29   | ۷ سپتامبر ۲۰۰۱  |
| ۱۶۹۱۹۱ | 2001 RF30   | ۷ سپتامبر ۲۰۰۱  |
| ۱۶۹۱۹۲ | 2001 RR37   | ۸ سپتامبر ۲۰۰۱  |
| ۱۶۹۱۹۳ | 2001 RS37   | ۸ سپتامبر ۲۰۰۱  |
| ۱۶۹۱۹۴ | 2001 RX44   | ۹ سپتامبر ۲۰۰۱  |
| ۱۶۹۱۹۵ | 2001 RP54   | ۱۲ سپتامبر ۲۰۰۱ |
| ۱۶۹۱۹۶ | 2001 RV56   | ۱۲ سپتامبر ۲۰۰۱ |
| ۱۶۹۱۹۷ | 2001 RT61   | ۱۲ سپتامبر ۲۰۰۱ |
| ۱۶۹۱۹۸ | 2001 RG66   | ۱۰ سپتامبر ۲۰۰۱ |
| ۱۶۹۱۹۹ | 2001 RH67   | ۱۰ سپتامبر ۲۰۰۱ |
| ۱۶۹۲۰۰ | 2001 RB74   | ۱۰ سپتامبر ۲۰۰۱ |
| ۱۶۹۲۰۱ | 2001 RC82   | ۱۱ سپتامبر ۲۰۰۱ |
| ۱۶۹۲۰۲ | 2001 RD82   | ۱۱ سپتامبر ۲۰۰۱ |
| ۱۶۹۲۰۳ | 2001 RK82   | ۱۱ سپتامبر ۲۰۰۱ |
| ۱۶۹۲۰۴ | 2001 RO82   | ۱۱ سپتامبر ۲۰۰۱ |
| ۱۶۹۲۰۵ | 2001 RS82   | ۱۱ سپتامبر ۲۰۰۱ |
| ۱۶۹۲۰۶ | 2001 RU89   | ۱۱ سپتامبر ۲۰۰۱ |
| ۱۶۹۲۰۷ | 2001 RX95   | ۱۱ سپتامبر ۲۰۰۱ |
| ۱۶۹۲۰۸ | 2001 RD100  | ۱۲ سپتامبر ۲۰۰۱ |
| ۱۶۹۲۰۹ | 2001 RS101  | ۱۲ سپتامبر ۲۰۰۱ |
| ۱۶۹۲۱۰ | 2001 RE106  | ۱۲ سپتامبر ۲۰۰۱ |
| ۱۶۹۲۱۱ | 2001 RF110  | ۱۲ سپتامبر ۲۰۰۱ |
| ۱۶۹۲۱۲ | 2001 RS110  | ۱۲ سپتامبر ۲۰۰۱ |
| ۱۶۹۲۱۳ | 2001 RQ111  | ۱۲ سپتامبر ۲۰۰۱ |
| ۱۶۹۲۱۴ | 2001 RG115  | ۱۲ سپتامبر ۲۰۰۱ |
| ۱۶۹۲۱۵ | 2001 RX116  | ۱۲ سپتامبر ۲۰۰۱ |
| ۱۶۹۲۱۶ | 2001 RH120  | ۱۲ سپتامبر ۲۰۰۱ |
| ۱۶۹۲۱۷ | 2001 RP121  | ۱۲ سپتامبر ۲۰۰۱ |
| ۱۶۹۲۱۸ | 2001 RP127  | ۱۲ سپتامبر ۲۰۰۱ |
| ۱۶۹۲۱۹ | 2001 RU133  | ۱۲ سپتامبر ۲۰۰۱ |
| ۱۶۹۲۲۰ | 2001 RP137  | ۱۲ سپتامبر ۲۰۰۱ |
| ۱۶۹۲۲۱ | 2001 RZ139  | ۱۲ سپتامبر ۲۰۰۱ |
| ۱۶۹۲۲۲ | 2001 RJ145  | ۸ سپتامبر ۲۰۰۱  |
| ۱۶۹۲۲۳ | 2001 RO146  | ۹ سپتامبر ۲۰۰۱  |
| ۱۶۹۲۲۴ | 2001 RO148  | ۱۰ سپتامبر ۲۰۰۱ |
| ۱۶۹۲۲۵ | 2001 RU151  | ۱۱ سپتامبر ۲۰۰۱ |
| ۱۶۹۲۲۶ | 2001 SS6    | ۱۸ سپتامبر ۲۰۰۱ |
| ۱۶۹۲۲۷ | 2001 SX10   | ۱۶ سپتامبر ۲۰۰۱ |
| ۱۶۹۲۲۸ | 2001 SD14   | ۱۶ سپتامبر ۲۰۰۱ |
| ۱۶۹۲۲۹ | 2001 SB17   | ۱۶ سپتامبر ۲۰۰۱ |
| ۱۶۹۲۳۰ | 2001 SF17   | ۱۶ سپتامبر ۲۰۰۱ |
| ۱۶۹۲۳۱ | 2001 SO17   | ۱۶ سپتامبر ۲۰۰۱ |
| ۱۶۹۲۳۲ | 2001 SB24   | ۱۶ سپتامبر ۲۰۰۱ |
| ۱۶۹۲۳۳ | 2001 SF32   | ۱۶ سپتامبر ۲۰۰۱ |
| ۱۶۹۲۳۴ | 2001 SQ32   | ۱۶ سپتامبر ۲۰۰۱ |
| ۱۶۹۲۳۵ | 2001 SO35   | ۱۶ سپتامبر ۲۰۰۱ |
| ۱۶۹۲۳۶ | 2001 SW58   | ۱۷ سپتامبر ۲۰۰۱ |
| ۱۶۹۲۳۷ | 2001 SF72   | ۱۷ سپتامبر ۲۰۰۱ |
| ۱۶۹۲۳۸ | 2001 SE77   | ۱۷ سپتامبر ۲۰۰۱ |
| ۱۶۹۲۳۹ | 2001 ST79   | ۲۰ سپتامبر ۲۰۰۱ |
| ۱۶۹۲۴۰ | 2001 SN83   | ۲۰ سپتامبر ۲۰۰۱ |
| ۱۶۹۲۴۱ | 2001 SV85   | ۲۰ سپتامبر ۲۰۰۱ |
| ۱۶۹۲۴۲ | 2001 SR91   | ۲۰ سپتامبر ۲۰۰۱ |
| ۱۶۹۲۴۳ | 2001 SR92   | ۲۰ سپتامبر ۲۰۰۱ |
| ۱۶۹۲۴۴ | 2001 SG94   | ۲۰ سپتامبر ۲۰۰۱ |
| ۱۶۹۲۴۵ | 2001 SM94   | ۲۰ سپتامبر ۲۰۰۱ |
| ۱۶۹۲۴۶ | 2001 SQ96   | ۲۰ سپتامبر ۲۰۰۱ |
| ۱۶۹۲۴۷ | 2001 SF98   | ۲۰ سپتامبر ۲۰۰۱ |
| ۱۶۹۲۴۸ | 2001 ST98   | ۲۰ سپتامبر ۲۰۰۱ |
| ۱۶۹۲۴۹ | 2001 SA102  | ۲۰ سپتامبر ۲۰۰۱ |
| ۱۶۹۲۵۰ | 2001 SW102  | ۲۰ سپتامبر ۲۰۰۱ |
| ۱۶۹۲۵۱ | 2001 SG113  | ۲۰ سپتامبر ۲۰۰۱ |
| ۱۶۹۲۵۲ | 2001 SC116  | ۲۲ سپتامبر ۲۰۰۱ |
| ۱۶۹۲۵۳ | 2001 SZ118  | ۱۶ سپتامبر ۲۰۰۱ |
| ۱۶۹۲۵۴ | 2001 SH120  | ۱۶ سپتامبر ۲۰۰۱ |
| ۱۶۹۲۵۵ | 2001 SP129  | ۱۶ سپتامبر ۲۰۰۱ |
| ۱۶۹۲۵۶ | 2001 SW147  | ۱۷ سپتامبر ۲۰۰۱ |
| ۱۶۹۲۵۷ | 2001 SB150  | ۱۷ سپتامبر ۲۰۰۱ |
| ۱۶۹۲۵۸ | 2001 SH157  | ۱۷ سپتامبر ۲۰۰۱ |
| ۱۶۹۲۵۹ | 2001 ST165  | ۱۹ سپتامبر ۲۰۰۱ |
| ۱۶۹۲۶۰ | 2001 SM169  | ۲۲ سپتامبر ۲۰۰۱ |
| ۱۶۹۲۶۱ | 2001 SN170  | ۱۶ سپتامبر ۲۰۰۱ |
| ۱۶۹۲۶۲ | 2001 SZ170  | ۱۶ سپتامبر ۲۰۰۱ |
| ۱۶۹۲۶۳ | 2001 SV175  | ۱۶ سپتامبر ۲۰۰۱ |
| ۱۶۹۲۶۴ | 2001 SQ176  | ۱۶ سپتامبر ۲۰۰۱ |
| ۱۶۹۲۶۵ | 2001 SV176  | ۱۶ سپتامبر ۲۰۰۱ |
| ۱۶۹۲۶۶ | 2001 SP182  | ۱۹ سپتامبر ۲۰۰۱ |
| ۱۶۹۲۶۷ | 2001 SE186  | ۱۹ سپتامبر ۲۰۰۱ |
| ۱۶۹۲۶۸ | 2001 SN186  | ۱۹ سپتامبر ۲۰۰۱ |
| ۱۶۹۲۶۹ | 2001 SN194  | ۱۹ سپتامبر ۲۰۰۱ |
| ۱۶۹۲۷۰ | 2001 SH201  | ۱۹ سپتامبر ۲۰۰۱ |
| ۱۶۹۲۷۱ | 2001 SX204  | ۱۹ سپتامبر ۲۰۰۱ |
| ۱۶۹۲۷۲ | 2001 SM210  | ۱۹ سپتامبر ۲۰۰۱ |
| ۱۶۹۲۷۳ | 2001 SR210  | ۱۹ سپتامبر ۲۰۰۱ |
| ۱۶۹۲۷۴ | 2001 SB211  | ۱۹ سپتامبر ۲۰۰۱ |
| ۱۶۹۲۷۵ | 2001 SK211  | ۱۹ سپتامبر ۲۰۰۱ |
| ۱۶۹۲۷۶ | 2001 SS215  | ۱۹ سپتامبر ۲۰۰۱ |
| ۱۶۹۲۷۷ | 2001 SN219  | ۱۹ سپتامبر ۲۰۰۱ |
| ۱۶۹۲۷۸ | 2001 SE222  | ۱۹ سپتامبر ۲۰۰۱ |
| ۱۶۹۲۷۹ | 2001 SL230  | ۱۹ سپتامبر ۲۰۰۱ |
| ۱۶۹۲۸۰ | 2001 SQ231  | ۱۹ سپتامبر ۲۰۰۱ |
| ۱۶۹۲۸۱ | 2001 SM234  | ۱۹ سپتامبر ۲۰۰۱ |
| ۱۶۹۲۸۲ | 2001 ST238  | ۱۹ سپتامبر ۲۰۰۱ |
| ۱۶۹۲۸۳ | 2001 SS239  | ۱۹ سپتامبر ۲۰۰۱ |
| ۱۶۹۲۸۴ | 2001 SB248  | ۱۹ سپتامبر ۲۰۰۱ |
| ۱۶۹۲۸۵ | 2001 SY251  | ۱۹ سپتامبر ۲۰۰۱ |
| ۱۶۹۲۸۶ | 2001 SG255  | ۱۹ سپتامبر ۲۰۰۱ |
| ۱۶۹۲۸۷ | 2001 ST264  | ۲۵ سپتامبر ۲۰۰۱ |
| ۱۶۹۲۸۸ | 2001 SD290  | ۲۹ سپتامبر ۲۰۰۱ |
| ۱۶۹۲۸۹ | 2001 SD299  | ۲۰ سپتامبر ۲۰۰۱ |
| ۱۶۹۲۹۰ | 2001 SM302  | ۲۰ سپتامبر ۲۰۰۱ |
| ۱۶۹۲۹۱ | 2001 SG304  | ۲۰ سپتامبر ۲۰۰۱ |
| ۱۶۹۲۹۲ | 2001 SF306  | ۲۰ سپتامبر ۲۰۰۱ |
| ۱۶۹۲۹۳ | 2001 SQ314  | ۲۳ سپتامبر ۲۰۰۱ |
| ۱۶۹۲۹۴ | 2001 SC315  | ۲۵ سپتامبر ۲۰۰۱ |
| ۱۶۹۲۹۵ | 2001 SP324  | ۱۶ سپتامبر ۲۰۰۱ |
| ۱۶۹۲۹۶ | 2001 SW333  | ۱۹ سپتامبر ۲۰۰۱ |
| ۱۶۹۲۹۷ | 2001 SR349  | ۱۹ سپتامبر ۲۰۰۱ |
| ۱۶۹۲۹۸ | 2001 SS349  | ۱۹ سپتامبر ۲۰۰۱ |
| ۱۶۹۲۹۹ | 2001 SK353  | ۲۱ سپتامبر ۲۰۰۱ |
| ۱۶۹۳۰۰ | 2001 SL353  | ۲۱ سپتامبر ۲۰۰۱ |
| ۱۶۹۳۰۱ | 2001 TO2    | ۶ اکتبر ۲۰۰۱    |
| ۱۶۹۳۰۲ | 2001 TF3    | ۷ اکتبر ۲۰۰۱    |
| ۱۶۹۳۰۳ | 2001 TB12   | ۱۳ اکتبر ۲۰۰۱   |
| ۱۶۹۳۰۴ | 2001 TB23   | ۱۳ اکتبر ۲۰۰۱   |
| ۱۶۹۳۰۵ | 2001 TJ49   | ۱۵ اکتبر ۲۰۰۱   |
| ۱۶۹۳۰۶ | 2001 TX60   | ۱۳ اکتبر ۲۰۰۱   |
| ۱۶۹۳۰۷ | 2001 TC66   | ۱۳ اکتبر ۲۰۰۱   |
| ۱۶۹۳۰۸ | 2001 TA70   | ۱۳ اکتبر ۲۰۰۱   |
| ۱۶۹۳۰۹ | 2001 TF81   | ۱۴ اکتبر ۲۰۰۱   |
| ۱۶۹۳۱۰ | 2001 TQ81   | ۱۴ اکتبر ۲۰۰۱   |
| ۱۶۹۳۱۱ | 2001 TV81   | ۱۴ اکتبر ۲۰۰۱   |
| ۱۶۹۳۱۲ | 2001 TM99   | ۱۴ اکتبر ۲۰۰۱   |
| ۱۶۹۳۱۳ | 2001 TJ106  | ۱۳ اکتبر ۲۰۰۱   |
| ۱۶۹۳۱۴ | 2001 TP109  | ۱۴ اکتبر ۲۰۰۱   |
| ۱۶۹۳۱۵ | 2001 TH111  | ۱۴ اکتبر ۲۰۰۱   |
| ۱۶۹۳۱۶ | 2001 TJ120  | ۱۵ اکتبر ۲۰۰۱   |
| ۱۶۹۳۱۷ | 2001 TZ124  | ۱۲ اکتبر ۲۰۰۱   |
| ۱۶۹۳۱۸ | 2001 TH132  | ۱۱ اکتبر ۲۰۰۱   |
| ۱۶۹۳۱۹ | 2001 TS133  | ۱۲ اکتبر ۲۰۰۱   |
| ۱۶۹۳۲۰ | 2001 TC138  | ۱۴ اکتبر ۲۰۰۱   |
| ۱۶۹۳۲۱ | 2001 TP142  | ۱۰ اکتبر ۲۰۰۱   |
| ۱۶۹۳۲۲ | 2001 TJ144  | ۱۰ اکتبر ۲۰۰۱   |
| ۱۶۹۳۲۳ | 2001 TK146  | ۱۰ اکتبر ۲۰۰۱   |
| ۱۶۹۳۲۴ | 2001 TU149  | ۱۰ اکتبر ۲۰۰۱   |
| ۱۶۹۳۲۵ | 2001 TU150  | ۱۰ اکتبر ۲۰۰۱   |
| ۱۶۹۳۲۶ | 2001 TO151  | ۱۰ اکتبر ۲۰۰۱   |
| ۱۶۹۳۲۷ | 2001 TX154  | ۱۵ اکتبر ۲۰۰۱   |
| ۱۶۹۳۲۸ | 2001 TN157  | ۱۴ اکتبر ۲۰۰۱   |
| ۱۶۹۳۲۹ | 2001 TX159  | ۱۳ اکتبر ۲۰۰۱   |
| ۱۶۹۳۳۰ | 2001 TZ162  | ۱۱ اکتبر ۲۰۰۱   |
| ۱۶۹۳۳۱ | 2001 TB165  | ۱۵ اکتبر ۲۰۰۱   |
| ۱۶۹۳۳۲ | 2001 TU166  | ۱۵ اکتبر ۲۰۰۱   |
| ۱۶۹۳۳۳ | 2001 TE172  | ۱۳ اکتبر ۲۰۰۱   |
| ۱۶۹۳۳۴ | 2001 TQ176  | ۱۴ اکتبر ۲۰۰۱   |
| ۱۶۹۳۳۵ | 2001 TK178  | ۱۴ اکتبر ۲۰۰۱   |
| ۱۶۹۳۳۶ | 2001 TO178  | ۱۴ اکتبر ۲۰۰۱   |
| ۱۶۹۳۳۷ | 2001 TP178  | ۱۴ اکتبر ۲۰۰۱   |
| ۱۶۹۳۳۸ | 2001 TP186  | ۱۴ اکتبر ۲۰۰۱   |
| ۱۶۹۳۳۹ | 2001 TO191  | ۱۴ اکتبر ۲۰۰۱   |
| ۱۶۹۳۴۰ | 2001 TR193  | ۱۵ اکتبر ۲۰۰۱   |
| ۱۶۹۳۴۱ | 2001 TL200  | ۱۱ اکتبر ۲۰۰۱   |
| ۱۶۹۳۴۲ | 2001 TA204  | ۱۱ اکتبر ۲۰۰۱   |
| ۱۶۹۳۴۳ | 2001 TD205  | ۱۱ اکتبر ۲۰۰۱   |
| ۱۶۹۳۴۴ | 2001 TW207  | ۱۱ اکتبر ۲۰۰۱   |
| ۱۶۹۳۴۵ | 2001 TS211  | ۱۳ اکتبر ۲۰۰۱   |
| ۱۶۹۳۴۶ | 2001 TZ221  | ۱۴ اکتبر ۲۰۰۱   |
| ۱۶۹۳۴۷ | 2001 TM233  | ۱۵ اکتبر ۲۰۰۱   |
| ۱۶۹۳۴۸ | 2001 TG238  | ۱۵ اکتبر ۲۰۰۱   |
| ۱۶۹۳۴۹ | 2001 TA240  | ۱۰ اکتبر ۲۰۰۱   |
| ۱۶۹۳۵۰ | 2001 US5    | ۲۱ اکتبر ۲۰۰۱   |
| ۱۶۹۳۵۱ | 2001 UT7    | ۱۷ اکتبر ۲۰۰۱   |
| ۱۶۹۳۵۲ | 2001 UY16   | ۲۳ اکتبر ۲۰۰۱   |
| ۱۶۹۳۵۳ | 2001 UL17   | ۲۴ اکتبر ۲۰۰۱   |
| ۱۶۹۳۵۴ | 2001 UF24   | ۱۸ اکتبر ۲۰۰۱   |
| ۱۶۹۳۵۵ | 2001 UO31   | ۱۶ اکتبر ۲۰۰۱   |
| ۱۶۹۳۵۶ | 2001 UY40   | ۱۷ اکتبر ۲۰۰۱   |
| ۱۶۹۳۵۷ | 2001 UR46   | ۱۷ اکتبر ۲۰۰۱   |
| ۱۶۹۳۵۸ | 2001 UV57   | ۱۷ اکتبر ۲۰۰۱   |
| ۱۶۹۳۵۹ | 2001 UN63   | ۱۷ اکتبر ۲۰۰۱   |
| ۱۶۹۳۶۰ | 2001 UE64   | ۱۸ اکتبر ۲۰۰۱   |
| ۱۶۹۳۶۱ | 2001 UQ75   | ۱۷ اکتبر ۲۰۰۱   |
| ۱۶۹۳۶۲ | 2001 UV84   | ۲۱ اکتبر ۲۰۰۱   |
| ۱۶۹۳۶۳ | 2001 UE85   | ۱۶ اکتبر ۲۰۰۱   |
| ۱۶۹۳۶۴ | 2001 UH89   | ۲۲ اکتبر ۲۰۰۱   |
| ۱۶۹۳۶۵ | 2001 UO96   | ۱۷ اکتبر ۲۰۰۱   |
| ۱۶۹۳۶۶ | 2001 UF103  | ۲۰ اکتبر ۲۰۰۱   |
| ۱۶۹۳۶۷ | 2001 UA105  | ۲۰ اکتبر ۲۰۰۱   |
| ۱۶۹۳۶۸ | 2001 UJ111  | ۲۱ اکتبر ۲۰۰۱   |
| ۱۶۹۳۶۹ | 2001 UK111  | ۲۱ اکتبر ۲۰۰۱   |
| ۱۶۹۳۷۰ | 2001 UY125  | ۲۳ اکتبر ۲۰۰۱   |
| ۱۶۹۳۷۱ | 2001 UX136  | ۲۳ اکتبر ۲۰۰۱   |
| ۱۶۹۳۷۲ | 2001 UF137  | ۲۳ اکتبر ۲۰۰۱   |
| ۱۶۹۳۷۳ | 2001 UT150  | ۲۳ اکتبر ۲۰۰۱   |
| ۱۶۹۳۷۴ | 2001 UK161  | ۲۳ اکتبر ۲۰۰۱   |
| ۱۶۹۳۷۵ | 2001 UK173  | ۱۸ اکتبر ۲۰۰۱   |
| ۱۶۹۳۷۶ | 2001 UA174  | ۱۸ اکتبر ۲۰۰۱   |
| ۱۶۹۳۷۷ | 2001 UV178  | ۲۴ اکتبر ۲۰۰۱   |
| ۱۶۹۳۷۸ | 2001 UR182  | ۱۶ اکتبر ۲۰۰۱   |
| ۱۶۹۳۷۹ | 2001 UH189  | ۱۸ اکتبر ۲۰۰۱   |
| ۱۶۹۳۸۰ | 2001 UD193  | ۱۸ اکتبر ۲۰۰۱   |
| ۱۶۹۳۸۱ | 2001 UF205  | ۱۹ اکتبر ۲۰۰۱   |
| ۱۶۹۳۸۲ | 2001 UL209  | ۲۰ اکتبر ۲۰۰۱   |
| ۱۶۹۳۸۳ | 2001 VY7    | ۹ نوامبر ۲۰۰۱   |
| ۱۶۹۳۸۴ | 2001 VU19   | ۹ نوامبر ۲۰۰۱   |
| ۱۶۹۳۸۵ | 2001 VC26   | ۹ نوامبر ۲۰۰۱   |
| ۱۶۹۳۸۶ | 2001 VB29   | ۹ نوامبر ۲۰۰۱   |
| ۱۶۹۳۸۷ | 2001 VC40   | ۹ نوامبر ۲۰۰۱   |
| ۱۶۹۳۸۸ | 2001 VP43   | ۹ نوامبر ۲۰۰۱   |
| ۱۶۹۳۸۹ | 2001 VD50   | ۱۰ نوامبر ۲۰۰۱  |
| ۱۶۹۳۹۰ | 2001 VR51   | ۱۰ نوامبر ۲۰۰۱  |
| ۱۶۹۳۹۱ | 2001 VU61   | ۱۰ نوامبر ۲۰۰۱  |
| ۱۶۹۳۹۲ | 2001 VA65   | ۱۰ نوامبر ۲۰۰۱  |
| ۱۶۹۳۹۳ | 2001 VN90   | ۱۵ نوامبر ۲۰۰۱  |
| ۱۶۹۳۹۴ | 2001 VQ93   | ۱۵ نوامبر ۲۰۰۱  |
| ۱۶۹۳۹۵ | 2001 VL94   | ۱۵ نوامبر ۲۰۰۱  |
| ۱۶۹۳۹۶ | 2001 VS104  | ۱۲ نوامبر ۲۰۰۱  |
| ۱۶۹۳۹۷ | 2001 VE113  | ۱۲ نوامبر ۲۰۰۱  |
| ۱۶۹۳۹۸ | 2001 VP119  | ۱۲ نوامبر ۲۰۰۱  |
| ۱۶۹۳۹۸ | 2001 WX     | ۱۶ نوامبر ۲۰۰۱  |
| ۱۶۹۴۰۰ | 2001 WA30   | ۱۷ نوامبر ۲۰۰۱  |
| ۱۶۹۴۰۱ | 2001 WS37   | ۱۷ نوامبر ۲۰۰۱  |
| ۱۶۹۴۰۲ | 2001 WE67   | ۲۰ نوامبر ۲۰۰۱  |
| ۱۶۹۴۰۳ | 2001 WY89   | ۲۱ نوامبر ۲۰۰۱  |
| ۱۶۹۴۰۴ | 2001 XF15   | ۱۰ دسامبر ۲۰۰۱  |
| ۱۶۹۴۰۵ | 2001 XK39   | ۹ دسامبر ۲۰۰۱   |
| ۱۶۹۴۰۶ | 2001 XR41   | ۹ دسامبر ۲۰۰۱   |
| ۱۶۹۴۰۷ | 2001 XC50   | ۱۰ دسامبر ۲۰۰۱  |
| ۱۶۹۴۰۸ | 2001 XP106  | ۱۰ دسامبر ۲۰۰۱  |
| ۱۶۹۴۰۹ | 2001 XL109  | ۱۱ دسامبر ۲۰۰۱  |
| ۱۶۹۴۱۰ | 2001 XD120  | ۱۴ دسامبر ۲۰۰۱  |
| ۱۶۹۴۱۱ | 2001 XS129  | ۱۴ دسامبر ۲۰۰۱  |
| ۱۶۹۴۱۲ | 2001 XH172  | ۱۴ دسامبر ۲۰۰۱  |
| ۱۶۹۴۱۳ | 2001 XU187  | ۱۴ دسامبر ۲۰۰۱  |
| ۱۶۹۴۱۴ | 2001 XW189  | ۱۴ دسامبر ۲۰۰۱  |
| ۱۶۹۴۱۵ | 2001 XM200  | ۱۵ دسامبر ۲۰۰۱  |
| ۱۶۹۴۱۶ | 2001 XM201  | ۱۴ دسامبر ۲۰۰۱  |
| ۱۶۹۴۱۷ | 2001 XZ207  | ۱۱ دسامبر ۲۰۰۱  |
| ۱۶۹۴۱۸ | 2001 XF208  | ۱۱ دسامبر ۲۰۰۱  |
| ۱۶۹۴۱۹ | 2001 XV228  | ۱۵ دسامبر ۲۰۰۱  |
| ۱۶۹۴۲۰ | 2001 XR243  | ۱۴ دسامبر ۲۰۰۱  |
| ۱۶۹۴۲۱ | 2001 XZ251  | ۱۴ دسامبر ۲۰۰۱  |
| ۱۶۹۴۲۲ | 2001 XV258  | ۸ دسامبر ۲۰۰۱   |
| ۱۶۹۴۲۳ | 2001 YV11   | ۱۸ دسامبر ۲۰۰۱  |
| ۱۶۹۴۲۴ | 2001 YB25   | ۱۸ دسامبر ۲۰۰۱  |
| ۱۶۹۴۲۵ | 2001 YA54   | ۱۸ دسامبر ۲۰۰۱  |
| ۱۶۹۴۲۶ | 2001 YB73   | ۱۸ دسامبر ۲۰۰۱  |
| ۱۶۹۴۲۷ | 2001 YP103  | ۱۷ دسامبر ۲۰۰۱  |
| ۱۶۹۴۲۸ | 2001 YL127  | ۱۷ دسامبر ۲۰۰۱  |
| ۱۶۹۴۲۹ | 2001 YP149  | ۱۹ دسامبر ۲۰۰۱  |
| ۱۶۹۴۳۰ | 2002 AH5    | ۹ ژانویه ۲۰۰۲   |
| ۱۶۹۴۳۱ | 2002 AK26   | ۱۱ ژانویه ۲۰۰۲  |
| ۱۶۹۴۳۲ | 2002 AM30   | ۹ ژانویه ۲۰۰۲   |
| ۱۶۹۴۳۳ | 2002 AY42   | ۹ ژانویه ۲۰۰۲   |
| ۱۶۹۴۳۴ | 2002 AE47   | ۹ ژانویه ۲۰۰۲   |
| ۱۶۹۴۳۵ | 2002 AF52   | ۹ ژانویه ۲۰۰۲   |
| ۱۶۹۴۳۶ | 2002 AM62   | ۱۱ ژانویه ۲۰۰۲  |
| ۱۶۹۴۳۷ | 2002 AR66   | ۱۲ ژانویه ۲۰۰۲  |
| ۱۶۹۴۳۸ | 2002 AA97   | ۸ ژانویه ۲۰۰۲   |
| ۱۶۹۴۳۹ | 2002 AP105  | ۹ ژانویه ۲۰۰۲   |
| ۱۶۹۴۴۰ | 2002 AZ127  | ۱۳ ژانویه ۲۰۰۲  |
| ۱۶۹۴۴۱ | 2002 AR131  | ۸ ژانویه ۲۰۰۲   |
| ۱۶۹۴۴۲ | 2002 AT152  | ۱۴ ژانویه ۲۰۰۲  |
| ۱۶۹۴۴۳ | 2002 AO156  | ۱۳ ژانویه ۲۰۰۲  |
| ۱۶۹۴۴۴ | 2002 AC157  | ۱۳ ژانویه ۲۰۰۲  |
| ۱۶۹۴۴۵ | 2002 AG173  | ۱۴ ژانویه ۲۰۰۲  |
| ۱۶۹۴۴۶ | 2002 AA193  | ۱۲ ژانویه ۲۰۰۲  |
| ۱۶۹۴۴۶ | 2002 BW     | ۲۱ ژانویه ۲۰۰۲  |
| ۱۶۹۴۴۸ | 2002 BY11   | ۱۹ ژانویه ۲۰۰۲  |
| ۱۶۹۴۴۹ | 2002 BX15   | ۱۹ ژانویه ۲۰۰۲  |
| ۱۶۹۴۵۰ | 2002 BU16   | ۱۹ ژانویه ۲۰۰۲  |
| ۱۶۹۴۵۱ | 2002 BF22   | ۲۱ ژانویه ۲۰۰۲  |
| ۱۶۹۴۵۲ | 2002 CD6    | ۴ فوریه ۲۰۰۲    |
| ۱۶۹۴۵۳ | 2002 CY7    | ۴ فوریه ۲۰۰۲    |
| ۱۶۹۴۵۴ | 2002 CY10   | ۶ فوریه ۲۰۰۲    |
| ۱۶۹۴۵۵ | 2002 CB14   | ۸ فوریه ۲۰۰۲    |
| ۱۶۹۴۵۶ | 2002 CZ21   | ۵ فوریه ۲۰۰۲    |
| ۱۶۹۴۵۷ | 2002 CN33   | ۶ فوریه ۲۰۰۲    |
| ۱۶۹۴۵۸ | 2002 CU36   | ۷ فوریه ۲۰۰۲    |
| ۱۶۹۴۵۹ | 2002 CP43   | ۷ فوریه ۲۰۰۲    |
| ۱۶۹۴۶۰ | 2002 CD48   | ۳ فوریه ۲۰۰۲    |
| ۱۶۹۴۶۱ | 2002 CX57   | ۸ فوریه ۲۰۰۲    |
| ۱۶۹۴۶۲ | 2002 CN59   | ۱۲ فوریه ۲۰۰۲   |
| ۱۶۹۴۶۳ | 2002 CZ60   | ۶ فوریه ۲۰۰۲    |
| ۱۶۹۴۶۴ | 2002 CK66   | ۷ فوریه ۲۰۰۲    |
| ۱۶۹۴۶۵ | 2002 CB69   | ۷ فوریه ۲۰۰۲    |
| ۱۶۹۴۶۶ | 2002 CE70   | ۷ فوریه ۲۰۰۲    |
| ۱۶۹۴۶۷ | 2002 CT73   | ۷ فوریه ۲۰۰۲    |
| ۱۶۹۴۶۸ | 2002 CD83   | ۷ فوریه ۲۰۰۲    |
| ۱۶۹۴۶۹ | 2002 CM84   | ۷ فوریه ۲۰۰۲    |
| ۱۶۹۴۷۰ | 2002 CJ91   | ۷ فوریه ۲۰۰۲    |
| ۱۶۹۴۷۱ | 2002 CS94   | ۷ فوریه ۲۰۰۲    |
| ۱۶۹۴۷۲ | 2002 CN98   | ۷ فوریه ۲۰۰۲    |
| ۱۶۹۴۷۳ | 2002 CH101  | ۷ فوریه ۲۰۰۲    |
| ۱۶۹۴۷۴ | 2002 CK107  | ۷ فوریه ۲۰۰۲    |
| ۱۶۹۴۷۵ | 2002 CZ114  | ۸ فوریه ۲۰۰۲    |
| ۱۶۹۴۷۶ | 2002 CC115  | ۹ فوریه ۲۰۰۲    |
| ۱۶۹۴۷۷ | 2002 CM121  | ۷ فوریه ۲۰۰۲    |
| ۱۶۹۴۷۸ | 2002 CS128  | ۷ فوریه ۲۰۰۲    |
| ۱۶۹۴۷۹ | 2002 CB134  | ۷ فوریه ۲۰۰۲    |
| ۱۶۹۴۸۰ | 2002 CX137  | ۸ فوریه ۲۰۰۲    |
| ۱۶۹۴۸۱ | 2002 CC138  | ۸ فوریه ۲۰۰۲    |
| ۱۶۹۴۸۲ | 2002 CL144  | ۹ فوریه ۲۰۰۲    |
| ۱۶۹۴۸۳ | 2002 CL146  | ۹ فوریه ۲۰۰۲    |
| ۱۶۹۴۸۴ | 2002 CL148  | ۱۰ فوریه ۲۰۰۲   |
| ۱۶۹۴۸۵ | 2002 CS159  | ۷ فوریه ۲۰۰۲    |
| ۱۶۹۴۸۶ | 2002 CU167  | ۸ فوریه ۲۰۰۲    |
| ۱۶۹۴۸۷ | 2002 CH168  | ۸ فوریه ۲۰۰۲    |
| ۱۶۹۴۸۸ | 2002 CS168  | ۸ فوریه ۲۰۰۲    |
| ۱۶۹۴۸۹ | 2002 CJ169  | ۸ فوریه ۲۰۰۲    |
| ۱۶۹۴۹۰ | 2002 CT179  | ۱۰ فوریه ۲۰۰۲   |
| ۱۶۹۴۹۱ | 2002 CV190  | ۱۰ فوریه ۲۰۰۲   |
| ۱۶۹۴۹۲ | 2002 CV192  | ۱۰ فوریه ۲۰۰۲   |
| ۱۶۹۴۹۳ | 2002 CU197  | ۱۰ فوریه ۲۰۰۲   |
| ۱۶۹۴۹۴ | 2002 CQ209  | ۱۰ فوریه ۲۰۰۲   |
| ۱۶۹۴۹۵ | 2002 CS212  | ۱۰ فوریه ۲۰۰۲   |
| ۱۶۹۴۹۶ | 2002 CX214  | ۱۰ فوریه ۲۰۰۲   |
| ۱۶۹۴۹۷ | 2002 CM215  | ۱۰ فوریه ۲۰۰۲   |
| ۱۶۹۴۹۸ | 2002 CC216  | ۱۰ فوریه ۲۰۰۲   |
| ۱۶۹۴۹۹ | 2002 CP216  | ۱۰ فوریه ۲۰۰۲   |
| ۱۶۹۵۰۰ | 2002 CD217  | ۱۰ فوریه ۲۰۰۲   |
| ۱۶۹۵۰۱ | 2002 CR218  | ۱۰ فوریه ۲۰۰۲   |
| ۱۶۹۵۰۲ | 2002 CS222  | ۱۱ فوریه ۲۰۰۲   |
| ۱۶۹۵۰۳ | 2002 CA238  | ۱۱ فوریه ۲۰۰۲   |
| ۱۶۹۵۰۴ | 2002 CZ241  | ۱۱ فوریه ۲۰۰۲   |
| ۱۶۹۵۰۵ | 2002 CS243  | ۱۱ فوریه ۲۰۰۲   |
| ۱۶۹۵۰۶ | 2002 CE245  | ۱۳ فوریه ۲۰۰۲   |
| ۱۶۹۵۰۷ | 2002 CX252  | ۵ فوریه ۲۰۰۲    |
| ۱۶۹۵۰۸ | 2002 CT267  | ۷ فوریه ۲۰۰۲    |
| ۱۶۹۵۰۹ | 2002 CV269  | ۷ فوریه ۲۰۰۲    |
| ۱۶۹۵۱۰ | 2002 CQ276  | ۷ فوریه ۲۰۰۲    |
| ۱۶۹۵۱۱ | 2002 CX298  | ۱۱ فوریه ۲۰۰۲   |
| ۱۶۹۵۱۲ | 2002 CD302  | ۱۲ فوریه ۲۰۰۲   |
| ۱۶۹۵۱۳ | 2002 DN15   | ۱۶ فوریه ۲۰۰۲   |
| ۱۶۹۵۱۴ | 2002 DT18   | ۲۴ فوریه ۲۰۰۲   |
| ۱۶۹۵۱۴ | 2002 EN     | ۵ مارس ۲۰۰۲     |
| ۱۶۹۵۱۴ | 2002 EQ     | ۵ مارس ۲۰۰۲     |
| ۱۶۹۵۱۷ | 2002 EW2    | ۱۰ مارس ۲۰۰۲    |
| ۱۶۹۵۱۸ | 2002 EH12   | ۱۴ مارس ۲۰۰۲    |
| ۱۶۹۵۱۹ | 2002 EK16   | ۶ مارس ۲۰۰۲     |
| ۱۶۹۵۲۰ | 2002 EQ21   | ۱۰ مارس ۲۰۰۲    |
| ۱۶۹۵۲۱ | 2002 EA33   | ۱۱ مارس ۲۰۰۲    |
| ۱۶۹۵۲۲ | 2002 EF40   | ۹ مارس ۲۰۰۲     |
| ۱۶۹۵۲۳ | 2002 EW41   | ۱۲ مارس ۲۰۰۲    |
| ۱۶۹۵۲۴ | 2002 EW42   | ۱۲ مارس ۲۰۰۲    |
| ۱۶۹۵۲۵ | 2002 EF48   | ۱۲ مارس ۲۰۰۲    |
| ۱۶۹۵۲۶ | 2002 ET50   | ۱۲ مارس ۲۰۰۲    |
| ۱۶۹۵۲۷ | 2002 EY51   | ۹ مارس ۲۰۰۲     |
| ۱۶۹۵۲۸ | 2002 EF63   | ۱۳ مارس ۲۰۰۲    |
| ۱۶۹۵۲۹ | 2002 EA65   | ۱۳ مارس ۲۰۰۲    |
| ۱۶۹۵۳۰ | 2002 EZ65   | ۱۳ مارس ۲۰۰۲    |
| ۱۶۹۵۳۱ | 2002 EK66   | ۱۳ مارس ۲۰۰۲    |
| ۱۶۹۵۳۲ | 2002 EO67   | ۱۳ مارس ۲۰۰۲    |
| ۱۶۹۵۳۳ | 2002 EW67   | ۱۳ مارس ۲۰۰۲    |
| ۱۶۹۵۳۴ | 2002 ED69   | ۱۳ مارس ۲۰۰۲    |
| ۱۶۹۵۳۵ | 2002 EE69   | ۱۳ مارس ۲۰۰۲    |
| ۱۶۹۵۳۶ | 2002 EU70   | ۱۳ مارس ۲۰۰۲    |
| ۱۶۹۵۳۷ | 2002 EH73   | ۱۳ مارس ۲۰۰۲    |
| ۱۶۹۵۳۸ | 2002 EH74   | ۱۳ مارس ۲۰۰۲    |
| ۱۶۹۵۳۹ | 2002 EV80   | ۱۳ مارس ۲۰۰۲    |
| ۱۶۹۵۴۰ | 2002 EK81   | ۱۳ مارس ۲۰۰۲    |
| ۱۶۹۵۴۱ | 2002 EX83   | ۹ مارس ۲۰۰۲     |
| ۱۶۹۵۴۲ | 2002 EJ87   | ۹ مارس ۲۰۰۲     |
| ۱۶۹۵۴۳ | 2002 EY87   | ۹ مارس ۲۰۰۲     |
| ۱۶۹۵۴۴ | 2002 EZ87   | ۹ مارس ۲۰۰۲     |
| ۱۶۹۵۴۵ | 2002 EM89   | ۱۲ مارس ۲۰۰۲    |
| ۱۶۹۵۴۶ | 2002 EV91   | ۱۲ مارس ۲۰۰۲    |
| ۱۶۹۵۴۷ | 2002 EO94   | ۱۴ مارس ۲۰۰۲    |
| ۱۶۹۵۴۸ | 2002 EQ97   | ۱۲ مارس ۲۰۰۲    |
| ۱۶۹۵۴۹ | 2002 EG105  | ۹ مارس ۲۰۰۲     |
| ۱۶۹۵۵۰ | 2002 EF106  | ۹ مارس ۲۰۰۲     |
| ۱۶۹۵۵۱ | 2002 EB108  | ۹ مارس ۲۰۰۲     |
| ۱۶۹۵۵۲ | 2002 EP109  | ۹ مارس ۲۰۰۲     |
| ۱۶۹۵۵۳ | 2002 EY110  | ۹ مارس ۲۰۰۲     |
| ۱۶۹۵۵۴ | 2002 EB115  | ۱۰ مارس ۲۰۰۲    |
| ۱۶۹۵۵۵ | 2002 ES115  | ۱۰ مارس ۲۰۰۲    |
| ۱۶۹۵۵۶ | 2002 EN116  | ۹ مارس ۲۰۰۲     |
| ۱۶۹۵۵۷ | 2002 ES132  | ۱۳ مارس ۲۰۰۲    |
| ۱۶۹۵۵۸ | 2002 EM137  | ۱۲ مارس ۲۰۰۲    |
| ۱۶۹۵۵۹ | 2002 EP139  | ۱۲ مارس ۲۰۰۲    |
| ۱۶۹۵۶۰ | 2002 ES139  | ۱۲ مارس ۲۰۰۲    |
| ۱۶۹۵۶۱ | 2002 EY139  | ۱۲ مارس ۲۰۰۲    |
| ۱۶۹۵۶۲ | 2002 ET145  | ۱۳ مارس ۲۰۰۲    |
| ۱۶۹۵۶۳ | 2002 EM155  | ۵ مارس ۲۰۰۲     |
| ۱۶۹۵۶۴ | 2002 EO155  | ۵ مارس ۲۰۰۲     |
| ۱۶۹۵۶۵ | 2002 EP155  | ۵ مارس ۲۰۰۲     |
| ۱۶۹۵۶۶ | 2002 FG4    | ۲۰ مارس ۲۰۰۲    |
| ۱۶۹۵۶۷ | 2002 FO4    | ۲۰ مارس ۲۰۰۲    |
| ۱۶۹۵۶۸ | 2002 FN6    | ۱۶ مارس ۲۰۰۲    |
| ۱۶۹۵۶۹ | 2002 FD9    | ۱۶ مارس ۲۰۰۲    |
| ۱۶۹۵۷۰ | 2002 FS9    | ۱۶ مارس ۲۰۰۲    |
| ۱۶۹۵۷۱ | 2002 FW11   | ۱۷ مارس ۲۰۰۲    |
| ۱۶۹۵۷۲ | 2002 FE13   | ۱۶ مارس ۲۰۰۲    |
| ۱۶۹۵۷۳ | 2002 FQ21   | ۱۹ مارس ۲۰۰۲    |
| ۱۶۹۵۷۴ | 2002 FZ24   | ۱۹ مارس ۲۰۰۲    |
| ۱۶۹۵۷۵ | 2002 GQ7    | ۱۴ آوریل ۲۰۰۲   |
| ۱۶۹۵۷۶ | 2002 GB8    | ۱۴ آوریل ۲۰۰۲   |
| ۱۶۹۵۷۷ | 2002 GO14   | ۱۵ آوریل ۲۰۰۲   |
| ۱۶۹۵۷۸ | 2002 GA15   | ۱۵ آوریل ۲۰۰۲   |
| ۱۶۹۵۷۹ | 2002 GZ18   | ۱۴ آوریل ۲۰۰۲   |
| ۱۶۹۵۸۰ | 2002 GT20   | ۱۴ آوریل ۲۰۰۲   |
| ۱۶۹۵۸۱ | 2002 GW20   | ۱۴ آوریل ۲۰۰۲   |
| ۱۶۹۵۸۲ | 2002 GB22   | ۱۴ آوریل ۲۰۰۲   |
| ۱۶۹۵۸۳ | 2002 GE27   | ۱۵ آوریل ۲۰۰۲   |
| ۱۶۹۵۸۴ | 2002 GL33   | ۱ آوریل ۲۰۰۲    |
| ۱۶۹۵۸۵ | 2002 GE35   | ۱ آوریل ۲۰۰۲    |
| ۱۶۹۵۸۶ | 2002 GW40   | ۴ آوریل ۲۰۰۲    |
| ۱۶۹۵۸۷ | 2002 GT48   | ۴ آوریل ۲۰۰۲    |
| ۱۶۹۵۸۸ | 2002 GO56   | ۵ آوریل ۲۰۰۲    |
| ۱۶۹۵۸۹ | 2002 GZ62   | ۸ آوریل ۲۰۰۲    |
| ۱۶۹۵۹۰ | 2002 GJ68   | ۸ آوریل ۲۰۰۲    |
| ۱۶۹۵۹۱ | 2002 GP68   | ۸ آوریل ۲۰۰۲    |
| ۱۶۹۵۹۲ | 2002 GV69   | ۸ آوریل ۲۰۰۲    |
| ۱۶۹۵۹۳ | 2002 GT71   | ۹ آوریل ۲۰۰۲    |
| ۱۶۹۵۹۴ | 2002 GM72   | ۹ آوریل ۲۰۰۲    |
| ۱۶۹۵۹۵ | 2002 GU72   | ۹ آوریل ۲۰۰۲    |
| ۱۶۹۵۹۶ | 2002 GY74   | ۹ آوریل ۲۰۰۲    |
| ۱۶۹۵۹۷ | 2002 GZ77   | ۹ آوریل ۲۰۰۲    |
| ۱۶۹۵۹۸ | 2002 GK79   | ۱۰ آوریل ۲۰۰۲   |
| ۱۶۹۵۹۹ | 2002 GD81   | ۱۰ آوریل ۲۰۰۲   |
| ۱۶۹۶۰۰ | 2002 GE81   | ۱۰ آوریل ۲۰۰۲   |
| ۱۶۹۶۰۱ | 2002 GA84   | ۱۰ آوریل ۲۰۰۲   |
| ۱۶۹۶۰۲ | 2002 GF84   | ۱۰ آوریل ۲۰۰۲   |
| ۱۶۹۶۰۳ | 2002 GP84   | ۱۰ آوریل ۲۰۰۲   |
| ۱۶۹۶۰۴ | 2002 GQ85   | ۱۰ آوریل ۲۰۰۲   |
| ۱۶۹۶۰۵ | 2002 GT92   | ۹ آوریل ۲۰۰۲    |
| ۱۶۹۶۰۶ | 2002 GF95   | ۹ آوریل ۲۰۰۲    |
| ۱۶۹۶۰۷ | 2002 GM101  | ۱۰ آوریل ۲۰۰۲   |
| ۱۶۹۶۰۸ | 2002 GA102  | ۱۰ آوریل ۲۰۰۲   |
| ۱۶۹۶۰۹ | 2002 GD103  | ۱۰ آوریل ۲۰۰۲   |
| ۱۶۹۶۱۰ | 2002 GH108  | ۱۱ آوریل ۲۰۰۲   |
| ۱۶۹۶۱۱ | 2002 GN112  | ۱۰ آوریل ۲۰۰۲   |
| ۱۶۹۶۱۲ | 2002 GM113  | ۱۱ آوریل ۲۰۰۲   |
| ۱۶۹۶۱۳ | 2002 GY113  | ۱۱ آوریل ۲۰۰۲   |
| ۱۶۹۶۱۴ | 2002 GK115  | ۱۱ آوریل ۲۰۰۲   |
| ۱۶۹۶۱۵ | 2002 GK121  | ۱۲ آوریل ۲۰۰۲   |
| ۱۶۹۶۱۶ | 2002 GN121  | ۱۰ آوریل ۲۰۰۲   |
| ۱۶۹۶۱۷ | 2002 GC128  | ۱۲ آوریل ۲۰۰۲   |
| ۱۶۹۶۱۸ | 2002 GB130  | ۱۲ آوریل ۲۰۰۲   |
| ۱۶۹۶۱۹ | 2002 GS136  | ۱۲ آوریل ۲۰۰۲   |
| ۱۶۹۶۲۰ | 2002 GE144  | ۱۱ آوریل ۲۰۰۲   |
| ۱۶۹۶۲۱ | 2002 GA148  | ۱۳ آوریل ۲۰۰۲   |
| ۱۶۹۶۲۲ | 2002 GZ150  | ۱۴ آوریل ۲۰۰۲   |
| ۱۶۹۶۲۳ | 2002 GB164  | ۱۴ آوریل ۲۰۰۲   |
| ۱۶۹۶۲۴ | 2002 GF165  | ۱۴ آوریل ۲۰۰۲   |
| ۱۶۹۶۲۵ | 2002 GY167  | ۹ آوریل ۲۰۰۲    |
| ۱۶۹۶۲۶ | 2002 GL169  | ۹ آوریل ۲۰۰۲    |
| ۱۶۹۶۲۷ | 2002 GY169  | ۹ آوریل ۲۰۰۲    |
| ۱۶۹۶۲۸ | 2002 GE171  | ۱۰ آوریل ۲۰۰۲   |
| ۱۶۹۶۲۹ | 2002 GZ171  | ۱۰ آوریل ۲۰۰۲   |
| ۱۶۹۶۳۰ | 2002 GK181  | ۱۳ آوریل ۲۰۰۲   |
| ۱۶۹۶۳۱ | 2002 HJ1    | ۱۶ آوریل ۲۰۰۲   |
| ۱۶۹۶۳۲ | 2002 HG6    | ۱۹ آوریل ۲۰۰۲   |
| ۱۶۹۶۳۳ | 2002 HQ12   | ۲۱ آوریل ۲۰۰۲   |
| ۱۶۹۶۳۴ | 2002 JW12   | ۸ مه ۲۰۰۲       |
| ۱۶۹۶۳۵ | 2002 JZ13   | ۸ مه ۲۰۰۲       |
| ۱۶۹۶۳۶ | 2002 JT15   | ۸ مه ۲۰۰۲       |
| ۱۶۹۶۳۷ | 2002 JY20   | ۸ مه ۲۰۰۲       |
| ۱۶۹۶۳۸ | 2002 JJ21   | ۸ مه ۲۰۰۲       |
| ۱۶۹۶۳۹ | 2002 JF22   | ۸ مه ۲۰۰۲       |
| ۱۶۹۶۴۰ | 2002 JD23   | ۸ مه ۲۰۰۲       |
| ۱۶۹۶۴۱ | 2002 JJ24   | ۸ مه ۲۰۰۲       |
| ۱۶۹۶۴۲ | 2002 JG27   | ۸ مه ۲۰۰۲       |
| ۱۶۹۶۴۳ | 2002 JN27   | ۸ مه ۲۰۰۲       |
| ۱۶۹۶۴۴ | 2002 JH29   | ۹ مه ۲۰۰۲       |
| ۱۶۹۶۴۵ | 2002 JP29   | ۹ مه ۲۰۰۲       |
| ۱۶۹۶۴۶ | 2002 JJ32   | ۹ مه ۲۰۰۲       |
| ۱۶۹۶۴۷ | 2002 JV36   | ۷ مه ۲۰۰۲       |
| ۱۶۹۶۴۸ | 2002 JN37   | ۸ مه ۲۰۰۲       |
| ۱۶۹۶۴۹ | 2002 JE42   | ۸ مه ۲۰۰۲       |
| ۱۶۹۶۵۰ | 2002 JC47   | ۹ مه ۲۰۰۲       |
| ۱۶۹۶۵۱ | 2002 JR48   | ۹ مه ۲۰۰۲       |
| ۱۶۹۶۵۲ | 2002 JU48   | ۹ مه ۲۰۰۲       |
| ۱۶۹۶۵۳ | 2002 JC49   | ۹ مه ۲۰۰۲       |
| ۱۶۹۶۵۴ | 2002 JU50   | ۹ مه ۲۰۰۲       |
| ۱۶۹۶۵۵ | 2002 JP51   | ۹ مه ۲۰۰۲       |
| ۱۶۹۶۵۶ | 2002 JZ52   | ۹ مه ۲۰۰۲       |
| ۱۶۹۶۵۷ | 2002 JY63   | ۹ مه ۲۰۰۲       |
| ۱۶۹۶۵۸ | 2002 JT65   | ۹ مه ۲۰۰۲       |
| ۱۶۹۶۵۹ | 2002 JE66   | ۹ مه ۲۰۰۲       |
| ۱۶۹۶۶۰ | 2002 JG66   | ۹ مه ۲۰۰۲       |
| ۱۶۹۶۶۱ | 2002 JF67   | ۱۰ مه ۲۰۰۲      |
| ۱۶۹۶۶۲ | 2002 JS69   | ۷ مه ۲۰۰۲       |
| ۱۶۹۶۶۳ | 2002 JJ70   | ۷ مه ۲۰۰۲       |
| ۱۶۹۶۶۴ | 2002 JP70   | ۸ مه ۲۰۰۲       |
| ۱۶۹۶۶۵ | 2002 JM74   | ۹ مه ۲۰۰۲       |
| ۱۶۹۶۶۶ | 2002 JR76   | ۱۱ مه ۲۰۰۲      |
| ۱۶۹۶۶۷ | 2002 JL80   | ۱۱ مه ۲۰۰۲      |
| ۱۶۹۶۶۸ | 2002 JD84   | ۱۱ مه ۲۰۰۲      |
| ۱۶۹۶۶۹ | 2002 JK86   | ۱۱ مه ۲۰۰۲      |
| ۱۶۹۶۷۰ | 2002 JT87   | ۱۱ مه ۲۰۰۲      |
| ۱۶۹۶۷۱ | 2002 JX87   | ۱۱ مه ۲۰۰۲      |
| ۱۶۹۶۷۲ | 2002 JX88   | ۱۱ مه ۲۰۰۲      |
| ۱۶۹۶۷۳ | 2002 JS91   | ۱۱ مه ۲۰۰۲      |
| ۱۶۹۶۷۴ | 2002 JL93   | ۱۱ مه ۲۰۰۲      |
| ۱۶۹۶۷۵ | 2002 JM97   | ۹ مه ۲۰۰۲       |
| ۱۶۹۶۷۶ | 2002 JS97   | ۷ مه ۲۰۰۲       |
| ۱۶۹۶۷۷ | 2002 JK98   | ۱۰ مه ۲۰۰۲      |
| ۱۶۹۶۷۸ | 2002 JA102  | ۹ مه ۲۰۰۲       |
| ۱۶۹۶۷۹ | 2002 JB104  | ۱۰ مه ۲۰۰۲      |
| ۱۶۹۶۸۰ | 2002 JF110  | ۱۱ مه ۲۰۰۲      |
| ۱۶۹۶۸۱ | 2002 JM112  | ۱۱ مه ۲۰۰۲      |
| ۱۶۹۶۸۲ | 2002 JX113  | ۱۵ مه ۲۰۰۲      |
| ۱۶۹۶۸۳ | 2002 JD114  | ۱۰ مه ۲۰۰۲      |
| ۱۶۹۶۸۴ | 2002 JM125  | ۷ مه ۲۰۰۲       |
| ۱۶۹۶۸۵ | 2002 JZ125  | ۷ مه ۲۰۰۲       |
| ۱۶۹۶۸۶ | 2002 JF132  | ۹ مه ۲۰۰۲       |
| ۱۶۹۶۸۷ | 2002 JT133  | ۹ مه ۲۰۰۲       |
| ۱۶۹۶۸۸ | 2002 JX138  | ۹ مه ۲۰۰۲       |
| ۱۶۹۶۸۹ | 2002 JA141  | ۱۰ مه ۲۰۰۲      |
| ۱۶۹۶۹۰ | 2002 JK149  | ۷ مه ۲۰۰۲       |
| ۱۶۹۶۹۱ | 2002 KL1    | ۱۶ مه ۲۰۰۲      |
| ۱۶۹۶۹۲ | 2002 LC1    | ۲ ژوئن ۲۰۰۲     |
| ۱۶۹۶۹۳ | 2002 LS4    | ۵ ژوئن ۲۰۰۲     |
| ۱۶۹۶۹۴ | 2002 LC5    | ۴ ژوئن ۲۰۰۲     |
| ۱۶۹۶۹۵ | 2002 LK7    | ۲ ژوئن ۲۰۰۲     |
| ۱۶۹۶۹۶ | 2002 LZ10   | ۵ ژوئن ۲۰۰۲     |
| ۱۶۹۶۹۷ | 2002 LZ12   | ۵ ژوئن ۲۰۰۲     |
| ۱۶۹۶۹۸ | 2002 LR17   | ۶ ژوئن ۲۰۰۲     |
| ۱۶۹۶۹۹ | 2002 LM18   | ۶ ژوئن ۲۰۰۲     |
| ۱۶۹۷۰۰ | 2002 LK27   | ۸ ژوئن ۲۰۰۲     |
| ۱۶۹۷۰۱ | 2002 LZ27   | ۹ ژوئن ۲۰۰۲     |
| ۱۶۹۷۰۲ | 2002 LP28   | ۹ ژوئن ۲۰۰۲     |
| ۱۶۹۷۰۳ | 2002 LR34   | ۸ ژوئن ۲۰۰۲     |
| ۱۶۹۷۰۴ | 2002 LE36   | ۹ ژوئن ۲۰۰۲     |
| ۱۶۹۷۰۵ | 2002 LV36   | ۹ ژوئن ۲۰۰۲     |
| ۱۶۹۷۰۶ | 2002 LP38   | ۶ ژوئن ۲۰۰۲     |
| ۱۶۹۷۰۷ | 2002 LL39   | ۱۰ ژوئن ۲۰۰۲    |
| ۱۶۹۷۰۸ | 2002 LE40   | ۱۰ ژوئن ۲۰۰۲    |
| ۱۶۹۷۰۹ | 2002 LW42   | ۱۰ ژوئن ۲۰۰۲    |
| ۱۶۹۷۱۰ | 2002 LA44   | ۱۰ ژوئن ۲۰۰۲    |
| ۱۶۹۷۱۱ | 2002 LD45   | ۵ ژوئن ۲۰۰۲     |
| ۱۶۹۷۱۲ | 2002 LX46   | ۱۲ ژوئن ۲۰۰۲    |
| ۱۶۹۷۱۳ | 2002 LQ50   | ۷ ژوئن ۲۰۰۲     |
| ۱۶۹۷۱۴ | 2002 LB52   | ۹ ژوئن ۲۰۰۲     |
| ۱۶۹۷۱۵ | 2002 LR53   | ۹ ژوئن ۲۰۰۲     |
| ۱۶۹۷۱۶ | 2002 LF62   | ۵ ژوئن ۲۰۰۲     |
| ۱۶۹۷۱۶ | 2002 MF     | ۱۷ ژوئن ۲۰۰۲    |
| ۱۶۹۷۱۶ | 2002 MJ     | ۱۷ ژوئن ۲۰۰۲    |
| ۱۶۹۷۱۹ | 2002 MU1    | ۱۶ ژوئن ۲۰۰۲    |
| ۱۶۹۷۲۰ | 2002 NQ8    | ۱ ژوئیه ۲۰۰۲    |
| ۱۶۹۷۲۱ | 2002 NL10   | ۴ ژوئیه ۲۰۰۲    |
| ۱۶۹۷۲۲ | 2002 NZ12   | ۴ ژوئیه ۲۰۰۲    |
| ۱۶۹۷۲۳ | 2002 NG15   | ۵ ژوئیه ۲۰۰۲    |
| ۱۶۹۷۲۴ | 2002 NJ28   | ۱۲ ژوئیه ۲۰۰۲   |
| ۱۶۹۷۲۵ | 2002 NB29   | ۱۳ ژوئیه ۲۰۰۲   |
| ۱۶۹۷۲۶ | 2002 NE32   | ۱۳ ژوئیه ۲۰۰۲   |
| ۱۶۹۷۲۷ | 2002 NM34   | ۹ ژوئیه ۲۰۰۲    |
| ۱۶۹۷۲۸ | 2002 NH36   | ۹ ژوئیه ۲۰۰۲    |
| ۱۶۹۷۲۹ | 2002 NQ37   | ۹ ژوئیه ۲۰۰۲    |
| ۱۶۹۷۳۰ | 2002 NW46   | ۱۱ ژوئیه ۲۰۰۲   |
| ۱۶۹۷۳۱ | 2002 NQ47   | ۱۴ ژوئیه ۲۰۰۲   |
| ۱۶۹۷۳۲ | 2002 NW47   | ۱۴ ژوئیه ۲۰۰۲   |
| ۱۶۹۷۳۳ | 2002 NF52   | ۱۴ ژوئیه ۲۰۰۲   |
| ۱۶۹۷۳۴ | 2002 NF56   | ۳ ژوئیه ۲۰۰۲    |
| ۱۶۹۷۳۵ | 2002 NJ58   | ۱۰ ژوئیه ۲۰۰۲   |
| ۱۶۹۷۳۶ | 2002 NB61   | ۱۴ ژوئیه ۲۰۰۲   |
| ۱۶۹۷۳۷ | 2002 OM1    | ۱۷ ژوئیه ۲۰۰۲   |
| ۱۶۹۷۳۸ | 2002 ON1    | ۱۷ ژوئیه ۲۰۰۲   |
| ۱۶۹۷۳۹ | 2002 ON2    | ۱۷ ژوئیه ۲۰۰۲   |
| ۱۶۹۷۴۰ | 2002 OC5    | ۱۶ ژوئیه ۲۰۰۲   |
| ۱۶۹۷۴۱ | 2002 OK6    | ۲۰ ژوئیه ۲۰۰۲   |
| ۱۶۹۷۴۲ | 2002 OZ11   | ۱۸ ژوئیه ۲۰۰۲   |
| ۱۶۹۷۴۳ | 2002 OK13   | ۱۸ ژوئیه ۲۰۰۲   |
| ۱۶۹۷۴۴ | 2002 OF18   | ۱۸ ژوئیه ۲۰۰۲   |
| ۱۶۹۷۴۵ | 2002 OT18   | ۱۸ ژوئیه ۲۰۰۲   |
| ۱۶۹۷۴۶ | 2002 OQ19   | ۲۱ ژوئیه ۲۰۰۲   |
| ۱۶۹۷۴۷ | 2002 OY24   | ۲۳ ژوئیه ۲۰۰۲   |
| ۱۶۹۷۴۸ | 2002 OL25   | ۳۰ ژوئیه ۲۰۰۲   |
| ۱۶۹۷۴۹ | 2002 PA3    | ۳ اوت ۲۰۰۲      |
| ۱۶۹۷۵۰ | 2002 PD5    | ۴ اوت ۲۰۰۲      |
| ۱۶۹۷۵۱ | 2002 PO5    | ۴ اوت ۲۰۰۲      |
| ۱۶۹۷۵۲ | 2002 PX19   | ۶ اوت ۲۰۰۲      |
| ۱۶۹۷۵۳ | 2002 PY23   | ۶ اوت ۲۰۰۲      |
| ۱۶۹۷۵۴ | 2002 PE25   | ۶ اوت ۲۰۰۲      |
| ۱۶۹۷۵۵ | 2002 PW27   | ۶ اوت ۲۰۰۲      |
| ۱۶۹۷۵۶ | 2002 PE30   | ۶ اوت ۲۰۰۲      |
| ۱۶۹۷۵۷ | 2002 PL31   | ۶ اوت ۲۰۰۲      |
| ۱۶۹۷۵۸ | 2002 PF34   | ۷ اوت ۲۰۰۲      |
| ۱۶۹۷۵۹ | 2002 PT35   | ۶ اوت ۲۰۰۲      |
| ۱۶۹۷۶۰ | 2002 PD41   | ۴ اوت ۲۰۰۲      |
| ۱۶۹۷۶۱ | 2002 PE48   | ۱۰ اوت ۲۰۰۲     |
| ۱۶۹۷۶۲ | 2002 PF49   | ۱۰ اوت ۲۰۰۲     |
| ۱۶۹۷۶۳ | 2002 PL51   | ۸ اوت ۲۰۰۲      |
| ۱۶۹۷۶۴ | 2002 PC57   | ۹ اوت ۲۰۰۲      |
| ۱۶۹۷۶۵ | 2002 PF60   | ۱۰ اوت ۲۰۰۲     |
| ۱۶۹۷۶۶ | 2002 PJ71   | ۱۲ اوت ۲۰۰۲     |
| ۱۶۹۷۶۷ | 2002 PS73   | ۱۲ اوت ۲۰۰۲     |
| ۱۶۹۷۶۸ | 2002 PY77   | ۱۱ اوت ۲۰۰۲     |
| ۱۶۹۷۶۹ | 2002 PW85   | ۱۳ اوت ۲۰۰۲     |
| ۱۶۹۷۷۰ | 2002 PJ89   | ۱۱ اوت ۲۰۰۲     |
| ۱۶۹۷۷۱ | 2002 PV89   | ۱۱ اوت ۲۰۰۲     |
| ۱۶۹۷۷۲ | 2002 PD90   | ۱۱ اوت ۲۰۰۲     |
| ۱۶۹۷۷۳ | 2002 PM90   | ۱۱ اوت ۲۰۰۲     |
| ۱۶۹۷۷۴ | 2002 PP90   | ۱۲ اوت ۲۰۰۲     |
| ۱۶۹۷۷۵ | 2002 PM99   | ۱۴ اوت ۲۰۰۲     |
| ۱۶۹۷۷۶ | 2002 PF102  | ۱۲ اوت ۲۰۰۲     |
| ۱۶۹۷۷۷ | 2002 PU102  | ۱۲ اوت ۲۰۰۲     |
| ۱۶۹۷۷۸ | 2002 PW102  | ۱۲ اوت ۲۰۰۲     |
| ۱۶۹۷۷۹ | 2002 PC104  | ۱۲ اوت ۲۰۰۲     |
| ۱۶۹۷۸۰ | 2002 PR116  | ۱۴ اوت ۲۰۰۲     |
| ۱۶۹۷۸۱ | 2002 PG121  | ۱۳ اوت ۲۰۰۲     |
| ۱۶۹۷۸۲ | 2002 PT123  | ۱۳ اوت ۲۰۰۲     |
| ۱۶۹۷۸۳ | 2002 PB133  | ۱۴ اوت ۲۰۰۲     |
| ۱۶۹۷۸۴ | 2002 PP133  | ۱۴ اوت ۲۰۰۲     |
| ۱۶۹۷۸۵ | 2002 PX134  | ۱۴ اوت ۲۰۰۲     |
| ۱۶۹۷۸۶ | 2002 PS136  | ۱۵ اوت ۲۰۰۲     |
| ۱۶۹۷۸۷ | 2002 PH137  | ۱۵ اوت ۲۰۰۲     |
| ۱۶۹۷۸۸ | 2002 PT139  | ۱۳ اوت ۲۰۰۲     |
| ۱۶۹۷۸۹ | 2002 PZ156  | ۸ اوت ۲۰۰۲      |
| ۱۶۹۷۹۰ | 2002 PD157  | ۸ اوت ۲۰۰۲      |
| ۱۶۹۷۹۱ | 2002 PB158  | ۸ اوت ۲۰۰۲      |
| ۱۶۹۷۹۲ | 2002 PP161  | ۸ اوت ۲۰۰۲      |
| ۱۶۹۷۹۳ | 2002 PU164  | ۸ اوت ۲۰۰۲      |
| ۱۶۹۷۹۴ | 2002 PD171  | ۷ اوت ۲۰۰۲      |
| ۱۶۹۷۹۵ | 2002 PE173  | ۱۱ اوت ۲۰۰۲     |
| ۱۶۹۷۹۶ | 2002 PV177  | ۸ اوت ۲۰۰۲      |
| ۱۶۹۷۹۷ | 2002 PU180  | ۱۵ اوت ۲۰۰۲     |
| ۱۶۹۷۹۸ | 2002 PZ180  | ۱۵ اوت ۲۰۰۲     |
| ۱۶۹۷۹۸ | 2002 QO     | ۱۶ اوت ۲۰۰۲     |
| ۱۶۹۸۰۰ | 2002 QJ4    | ۱۶ اوت ۲۰۰۲     |
| ۱۶۹۸۰۱ | 2002 QP6    | ۱۹ اوت ۲۰۰۲     |
| ۱۶۹۸۰۲ | 2002 QK7    | ۱۶ اوت ۲۰۰۲     |
| ۱۶۹۸۰۳ | 2002 QG11   | ۲۶ اوت ۲۰۰۲     |
| ۱۶۹۸۰۴ | 2002 QJ16   | ۲۶ اوت ۲۰۰۲     |
| ۱۶۹۸۰۵ | 2002 QO16   | ۲۶ اوت ۲۰۰۲     |
| ۱۶۹۸۰۶ | 2002 QQ18   | ۲۶ اوت ۲۰۰۲     |
| ۱۶۹۸۰۷ | 2002 QE19   | ۲۶ اوت ۲۰۰۲     |
| ۱۶۹۸۰۸ | 2002 QG19   | ۲۶ اوت ۲۰۰۲     |
| ۱۶۹۸۰۹ | 2002 QN20   | ۲۸ اوت ۲۰۰۲     |
| ۱۶۹۸۱۰ | 2002 QU29   | ۲۹ اوت ۲۰۰۲     |
| ۱۶۹۸۱۱ | 2002 QU31   | ۲۹ اوت ۲۰۰۲     |
| ۱۶۹۸۱۲ | 2002 QT35   | ۲۹ اوت ۲۰۰۲     |
| ۱۶۹۸۱۳ | 2002 QU41   | ۲۹ اوت ۲۰۰۲     |
| ۱۶۹۸۱۴ | 2002 QH46   | ۲۹ اوت ۲۰۰۲     |
| ۱۶۹۸۱۵ | 2002 QH54   | ۲۸ اوت ۲۰۰۲     |
| ۱۶۹۸۱۶ | 2002 QK55   | ۲۹ اوت ۲۰۰۲     |
| ۱۶۹۸۱۷ | 2002 QS55   | ۲۹ اوت ۲۰۰۲     |
| ۱۶۹۸۱۸ | 2002 QC56   | ۲۹ اوت ۲۰۰۲     |
| ۱۶۹۸۱۹ | 2002 QE57   | ۲۹ اوت ۲۰۰۲     |
| ۱۶۹۸۲۰ | 2002 QO57   | ۱۷ اوت ۲۰۰۲     |
| ۱۶۹۸۲۱ | 2002 QT57   | ۲۹ اوت ۲۰۰۲     |
| ۱۶۹۸۲۲ | 2002 QV58   | ۲۶ اوت ۲۰۰۲     |
| ۱۶۹۸۲۳ | 2002 QL62   | ۱۷ اوت ۲۰۰۲     |
| ۱۶۹۸۲۴ | 2002 QM67   | ۲۷ اوت ۲۰۰۲     |
| ۱۶۹۸۲۵ | 2002 QQ67   | ۱۸ اوت ۲۰۰۲     |
| ۱۶۹۸۲۶ | 2002 QQ68   | ۲۷ اوت ۲۰۰۲     |
| ۱۶۹۸۲۷ | 2002 QH69   | ۲۸ اوت ۲۰۰۲     |
| ۱۶۹۸۲۸ | 2002 QU71   | ۱۹ اوت ۲۰۰۲     |
| ۱۶۹۸۲۹ | 2002 QF72   | ۱۷ اوت ۲۰۰۲     |
| ۱۶۹۸۳۰ | 2002 QW78   | ۱۷ اوت ۲۰۰۲     |
| ۱۶۹۸۳۱ | 2002 QL80   | ۲۶ اوت ۲۰۰۲     |
| ۱۶۹۸۳۲ | 2002 QG88   | ۲۷ اوت ۲۰۰۲     |
| ۱۶۹۸۳۳ | 2002 QY92   | ۱۹ اوت ۲۰۰۲     |
| ۱۶۹۸۳۴ | 2002 QX95   | ۲۸ اوت ۲۰۰۲     |
| ۱۶۹۸۳۵ | 2002 QG97   | ۱۸ اوت ۲۰۰۲     |
| ۱۶۹۸۳۶ | 2002 QC101  | ۱۹ اوت ۲۰۰۲     |
| ۱۶۹۸۳۷ | 2002 QA107  | ۱۷ اوت ۲۰۰۲     |
| ۱۶۹۸۳۸ | 2002 QU109  | ۱۷ اوت ۲۰۰۲     |
| ۱۶۹۸۳۹ | 2002 QX120  | ۱۶ اوت ۲۰۰۲     |
| ۱۶۹۸۴۰ | 2002 RN1    | ۳ سپتامبر ۲۰۰۲  |
| ۱۶۹۸۴۱ | 2002 RZ3    | ۲ سپتامبر ۲۰۰۲  |
| ۱۶۹۸۴۲ | 2002 RF7    | ۲ سپتامبر ۲۰۰۲  |
| ۱۶۹۸۴۳ | 2002 RT8    | ۴ سپتامبر ۲۰۰۲  |
| ۱۶۹۸۴۴ | 2002 RD9    | ۴ سپتامبر ۲۰۰۲  |
| ۱۶۹۸۴۵ | 2002 RG10   | ۴ سپتامبر ۲۰۰۲  |
| ۱۶۹۸۴۶ | 2002 RS11   | ۴ سپتامبر ۲۰۰۲  |
| ۱۶۹۸۴۷ | 2002 RF15   | ۴ سپتامبر ۲۰۰۲  |
| ۱۶۹۸۴۸ | 2002 RJ21   | ۴ سپتامبر ۲۰۰۲  |
| ۱۶۹۸۴۹ | 2002 RQ23   | ۴ سپتامبر ۲۰۰۲  |
| ۱۶۹۸۵۰ | 2002 RC30   | ۴ سپتامبر ۲۰۰۲  |
| ۱۶۹۸۵۱ | 2002 RL34   | ۴ سپتامبر ۲۰۰۲  |
| ۱۶۹۸۵۲ | 2002 RH38   | ۵ سپتامبر ۲۰۰۲  |
| ۱۶۹۸۵۳ | 2002 RK38   | ۵ سپتامبر ۲۰۰۲  |
| ۱۶۹۸۵۴ | 2002 RB39   | ۵ سپتامبر ۲۰۰۲  |
| ۱۶۹۸۵۵ | 2002 RU41   | ۵ سپتامبر ۲۰۰۲  |
| ۱۶۹۸۵۶ | 2002 RD42   | ۵ سپتامبر ۲۰۰۲  |
| ۱۶۹۸۵۷ | 2002 RV43   | ۵ سپتامبر ۲۰۰۲  |
| ۱۶۹۸۵۸ | 2002 RG44   | ۵ سپتامبر ۲۰۰۲  |
| ۱۶۹۸۵۹ | 2002 RD45   | ۵ سپتامبر ۲۰۰۲  |
| ۱۶۹۸۶۰ | 2002 RW56   | ۵ سپتامبر ۲۰۰۲  |
| ۱۶۹۸۶۱ | 2002 RU57   | ۵ سپتامبر ۲۰۰۲  |
| ۱۶۹۸۶۲ | 2002 RY60   | ۵ سپتامبر ۲۰۰۲  |
| ۱۶۹۸۶۳ | 2002 RO65   | ۵ سپتامبر ۲۰۰۲  |
| ۱۶۹۸۶۴ | 2002 RP75   | ۵ سپتامبر ۲۰۰۲  |
| ۱۶۹۸۶۵ | 2002 RW75   | ۵ سپتامبر ۲۰۰۲  |
| ۱۶۹۸۶۶ | 2002 RG76   | ۵ سپتامبر ۲۰۰۲  |
| ۱۶۹۸۶۷ | 2002 RD89   | ۵ سپتامبر ۲۰۰۲  |
| ۱۶۹۸۶۸ | 2002 RT93   | ۵ سپتامبر ۲۰۰۲  |
| ۱۶۹۸۶۹ | 2002 RE94   | ۵ سپتامبر ۲۰۰۲  |
| ۱۶۹۸۷۰ | 2002 RA96   | ۵ سپتامبر ۲۰۰۲  |
| ۱۶۹۸۷۱ | 2002 RQ98   | ۵ سپتامبر ۲۰۰۲  |
| ۱۶۹۸۷۲ | 2002 RN103  | ۵ سپتامبر ۲۰۰۲  |
| ۱۶۹۸۷۳ | 2002 RP105  | ۵ سپتامبر ۲۰۰۲  |
| ۱۶۹۸۷۴ | 2002 RN116  | ۷ سپتامبر ۲۰۰۲  |
| ۱۶۹۸۷۵ | 2002 RF118  | ۷ سپتامبر ۲۰۰۲  |
| ۱۶۹۸۷۶ | 2002 RC120  | ۳ سپتامبر ۲۰۰۲  |
| ۱۶۹۸۷۷ | 2002 RC129  | ۱۰ سپتامبر ۲۰۰۲ |
| ۱۶۹۸۷۸ | 2002 RC131  | ۱۱ سپتامبر ۲۰۰۲ |
| ۱۶۹۸۷۹ | 2002 RO139  | ۱۰ سپتامبر ۲۰۰۲ |
| ۱۶۹۸۸۰ | 2002 RG143  | ۱۱ سپتامبر ۲۰۰۲ |
| ۱۶۹۸۸۱ | 2002 RM144  | ۱۱ سپتامبر ۲۰۰۲ |
| ۱۶۹۸۸۲ | 2002 RH146  | ۱۱ سپتامبر ۲۰۰۲ |
| ۱۶۹۸۸۳ | 2002 RL151  | ۱۲ سپتامبر ۲۰۰۲ |
| ۱۶۹۸۸۴ | 2002 RZ151  | ۱۲ سپتامبر ۲۰۰۲ |
| ۱۶۹۸۸۵ | 2002 RE152  | ۱۲ سپتامبر ۲۰۰۲ |
| ۱۶۹۸۸۶ | 2002 RA158  | ۱۱ سپتامبر ۲۰۰۲ |
| ۱۶۹۸۸۷ | 2002 RM165  | ۱۳ سپتامبر ۲۰۰۲ |
| ۱۶۹۸۸۸ | 2002 RE167  | ۱۳ سپتامبر ۲۰۰۲ |
| ۱۶۹۸۸۹ | 2002 RL168  | ۱۳ سپتامبر ۲۰۰۲ |
| ۱۶۹۸۹۰ | 2002 RC172  | ۱۳ سپتامبر ۲۰۰۲ |
| ۱۶۹۸۹۱ | 2002 RN172  | ۱۳ سپتامبر ۲۰۰۲ |
| ۱۶۹۸۹۲ | 2002 RL173  | ۱۳ سپتامبر ۲۰۰۲ |
| ۱۶۹۸۹۳ | 2002 RP174  | ۱۳ سپتامبر ۲۰۰۲ |
| ۱۶۹۸۹۴ | 2002 RV174  | ۱۳ سپتامبر ۲۰۰۲ |
| ۱۶۹۸۹۵ | 2002 RB176  | ۱۳ سپتامبر ۲۰۰۲ |
| ۱۶۹۸۹۶ | 2002 RD182  | ۱۱ سپتامبر ۲۰۰۲ |
| ۱۶۹۸۹۷ | 2002 RE186  | ۱۲ سپتامبر ۲۰۰۲ |
| ۱۶۹۸۹۸ | 2002 RJ189  | ۱۴ سپتامبر ۲۰۰۲ |
| ۱۶۹۸۹۹ | 2002 RX203  | ۱۴ سپتامبر ۲۰۰۲ |
| ۱۶۹۹۰۰ | 2002 RH204  | ۱۴ سپتامبر ۲۰۰۲ |
| ۱۶۹۹۰۱ | 2002 RT206  | ۱۴ سپتامبر ۲۰۰۲ |
| ۱۶۹۹۰۲ | 2002 RL207  | ۱۴ سپتامبر ۲۰۰۲ |
| ۱۶۹۹۰۳ | 2002 RM209  | ۱۴ سپتامبر ۲۰۰۲ |
| ۱۶۹۹۰۴ | 2002 RV211  | ۱۵ سپتامبر ۲۰۰۲ |
| ۱۶۹۹۰۵ | 2002 RR227  | ۱۴ سپتامبر ۲۰۰۲ |
| ۱۶۹۹۰۶ | 2002 RS230  | ۱۵ سپتامبر ۲۰۰۲ |
| ۱۶۹۹۰۷ | 2002 RS233  | ۱۴ سپتامبر ۲۰۰۲ |
| ۱۶۹۹۰۸ | 2002 RU238  | ۱۲ سپتامبر ۲۰۰۲ |
| ۱۶۹۹۰۹ | 2002 RY238  | ۱۴ سپتامبر ۲۰۰۲ |
| ۱۶۹۹۱۰ | 2002 RP247  | ۱ سپتامبر ۲۰۰۲  |
| ۱۶۹۹۱۱ | 2002 RY255  | ۴ سپتامبر ۲۰۰۲  |
| ۱۶۹۹۱۲ | 2002 RP268  | ۴ سپتامبر ۲۰۰۲  |
| ۱۶۹۹۱۳ | 2002 RL272  | ۴ سپتامبر ۲۰۰۲  |
| ۱۶۹۹۱۴ | 2002 SD4    | ۲۶ سپتامبر ۲۰۰۲ |
| ۱۶۹۹۱۵ | 2002 SR8    | ۲۷ سپتامبر ۲۰۰۲ |
| ۱۶۹۹۱۶ | 2002 SH10   | ۲۷ سپتامبر ۲۰۰۲ |
| ۱۶۹۹۱۷ | 2002 SG13   | ۲۷ سپتامبر ۲۰۰۲ |
| ۱۶۹۹۱۸ | 2002 SE14   | ۲۷ سپتامبر ۲۰۰۲ |
| ۱۶۹۹۱۹ | 2002 SK14   | ۲۷ سپتامبر ۲۰۰۲ |
| ۱۶۹۹۲۰ | 2002 SQ14   | ۲۷ سپتامبر ۲۰۰۲ |
| ۱۶۹۹۲۱ | 2002 SB15   | ۲۷ سپتامبر ۲۰۰۲ |
| ۱۶۹۹۲۲ | 2002 SE18   | ۲۸ سپتامبر ۲۰۰۲ |
| ۱۶۹۹۲۳ | 2002 SS20   | ۲۶ سپتامبر ۲۰۰۲ |
| ۱۶۹۹۲۴ | 2002 SR26   | ۲۹ سپتامبر ۲۰۰۲ |
| ۱۶۹۹۲۵ | 2002 SP33   | ۲۸ سپتامبر ۲۰۰۲ |
| ۱۶۹۹۲۶ | 2002 SD40   | ۳۰ سپتامبر ۲۰۰۲ |
| ۱۶۹۹۲۷ | 2002 SN47   | ۳۰ سپتامبر ۲۰۰۲ |
| ۱۶۹۹۲۸ | 2002 SR49   | ۳۰ سپتامبر ۲۰۰۲ |
| ۱۶۹۹۲۹ | 2002 SR60   | ۱۶ سپتامبر ۲۰۰۲ |
| ۱۶۹۹۳۰ | 2002 TZ7    | ۱ اکتبر ۲۰۰۲    |
| ۱۶۹۹۳۱ | 2002 TW10   | ۱ اکتبر ۲۰۰۲    |
| ۱۶۹۹۳۲ | 2002 TX11   | ۱ اکتبر ۲۰۰۲    |
| ۱۶۹۹۳۳ | 2002 TB12   | ۱ اکتبر ۲۰۰۲    |
| ۱۶۹۹۳۴ | 2002 TA16   | ۲ اکتبر ۲۰۰۲    |
| ۱۶۹۹۳۵ | 2002 TP22   | ۲ اکتبر ۲۰۰۲    |
| ۱۶۹۹۳۶ | 2002 TA28   | ۲ اکتبر ۲۰۰۲    |
| ۱۶۹۹۳۷ | 2002 TE28   | ۲ اکتبر ۲۰۰۲    |
| ۱۶۹۹۳۸ | 2002 TQ30   | ۲ اکتبر ۲۰۰۲    |
| ۱۶۹۹۳۹ | 2002 TV32   | ۲ اکتبر ۲۰۰۲    |
| ۱۶۹۹۴۰ | 2002 TM34   | ۲ اکتبر ۲۰۰۲    |
| ۱۶۹۹۴۱ | 2002 TX34   | ۲ اکتبر ۲۰۰۲    |
| ۱۶۹۹۴۲ | 2002 TL40   | ۲ اکتبر ۲۰۰۲    |
| ۱۶۹۹۴۳ | 2002 TJ45   | ۲ اکتبر ۲۰۰۲    |
| ۱۶۹۹۴۴ | 2002 TO45   | ۲ اکتبر ۲۰۰۲    |
| ۱۶۹۹۴۵ | 2002 TM47   | ۲ اکتبر ۲۰۰۲    |
| ۱۶۹۹۴۶ | 2002 TG49   | ۲ اکتبر ۲۰۰۲    |
| ۱۶۹۹۴۷ | 2002 TD54   | ۲ اکتبر ۲۰۰۲    |
| ۱۶۹۹۴۸ | 2002 TZ62   | ۳ اکتبر ۲۰۰۲    |
| ۱۶۹۹۴۹ | 2002 TG65   | ۴ اکتبر ۲۰۰۲    |
| ۱۶۹۹۵۰ | 2002 TL66   | ۳ اکتبر ۲۰۰۲    |
| ۱۶۹۹۵۱ | 2002 TO69   | ۸ اکتبر ۲۰۰۲    |
| ۱۶۹۹۵۲ | 2002 TZ73   | ۳ اکتبر ۲۰۰۲    |
| ۱۶۹۹۵۳ | 2002 TY79   | ۱ اکتبر ۲۰۰۲    |
| ۱۶۹۹۵۴ | 2002 TX87   | ۳ اکتبر ۲۰۰۲    |
| ۱۶۹۹۵۵ | 2002 TJ94   | ۳ اکتبر ۲۰۰۲    |
| ۱۶۹۹۵۶ | 2002 TW97   | ۳ اکتبر ۲۰۰۲    |
| ۱۶۹۹۵۷ | 2002 TN98   | ۳ اکتبر ۲۰۰۲    |
| ۱۶۹۹۵۸ | 2002 TP101  | ۴ اکتبر ۲۰۰۲    |
| ۱۶۹۹۵۹ | 2002 TG113  | ۳ اکتبر ۲۰۰۲    |
| ۱۶۹۹۶۰ | 2002 TF116  | ۳ اکتبر ۲۰۰۲    |
| ۱۶۹۹۶۱ | 2002 TZ116  | ۳ اکتبر ۲۰۰۲    |
| ۱۶۹۹۶۲ | 2002 TZ119  | ۳ اکتبر ۲۰۰۲    |
| ۱۶۹۹۶۳ | 2002 TP127  | ۴ اکتبر ۲۰۰۲    |
| ۱۶۹۹۶۴ | 2002 TD130  | ۴ اکتبر ۲۰۰۲    |
| ۱۶۹۹۶۵ | 2002 TW131  | ۴ اکتبر ۲۰۰۲    |
| ۱۶۹۹۶۶ | 2002 TE132  | ۴ اکتبر ۲۰۰۲    |
| ۱۶۹۹۶۷ | 2002 TB136  | ۴ اکتبر ۲۰۰۲    |
| ۱۶۹۹۶۸ | 2002 TE143  | ۴ اکتبر ۲۰۰۲    |
| ۱۶۹۹۶۹ | 2002 TD147  | ۴ اکتبر ۲۰۰۲    |
| ۱۶۹۹۷۰ | 2002 TP158  | ۵ اکتبر ۲۰۰۲    |
| ۱۶۹۹۷۱ | 2002 TJ168  | ۳ اکتبر ۲۰۰۲    |
| ۱۶۹۹۷۲ | 2002 TO168  | ۳ اکتبر ۲۰۰۲    |
| ۱۶۹۹۷۳ | 2002 TK172  | ۴ اکتبر ۲۰۰۲    |
| ۱۶۹۹۷۴ | 2002 TU175  | ۴ اکتبر ۲۰۰۲    |
| ۱۶۹۹۷۵ | 2002 TJ176  | ۵ اکتبر ۲۰۰۲    |
| ۱۶۹۹۷۶ | 2002 TZ184  | ۴ اکتبر ۲۰۰۲    |
| ۱۶۹۹۷۷ | 2002 TT185  | ۴ اکتبر ۲۰۰۲    |
| ۱۶۹۹۷۸ | 2002 TW191  | ۵ اکتبر ۲۰۰۲    |
| ۱۶۹۹۷۹ | 2002 TP192  | ۵ اکتبر ۲۰۰۲    |
| ۱۶۹۹۸۰ | 2002 TS194  | ۳ اکتبر ۲۰۰۲    |
| ۱۶۹۹۸۱ | 2002 TH197  | ۴ اکتبر ۲۰۰۲    |
| ۱۶۹۹۸۲ | 2002 TF200  | ۹ اکتبر ۲۰۰۲    |
| ۱۶۹۹۸۳ | 2002 TP211  | ۵ اکتبر ۲۰۰۲    |
| ۱۶۹۹۸۴ | 2002 TS211  | ۶ اکتبر ۲۰۰۲    |
| ۱۶۹۹۸۵ | 2002 TJ213  | ۳ اکتبر ۲۰۰۲    |
| ۱۶۹۹۸۶ | 2002 TB217  | ۷ اکتبر ۲۰۰۲    |
| ۱۶۹۹۸۷ | 2002 TK219  | ۵ اکتبر ۲۰۰۲    |
| ۱۶۹۹۸۸ | 2002 TC220  | ۵ اکتبر ۲۰۰۲    |
| ۱۶۹۹۸۹ | 2002 TN234  | ۶ اکتبر ۲۰۰۲    |
| ۱۶۹۹۹۰ | 2002 TZ240  | ۷ اکتبر ۲۰۰۲    |
| ۱۶۹۹۹۱ | 2002 TH245  | ۷ اکتبر ۲۰۰۲    |
| ۱۶۹۹۹۲ | 2002 TN247  | ۱۰ اکتبر ۲۰۰۲   |
| ۱۶۹۹۹۳ | 2002 TG248  | ۷ اکتبر ۲۰۰۲    |
| ۱۶۹۹۹۴ | 2002 TE250  | ۷ اکتبر ۲۰۰۲    |
| ۱۶۹۹۹۵ | 2002 TF254  | ۹ اکتبر ۲۰۰۲    |
| ۱۶۹۹۹۶ | 2002 TX262  | ۱۰ اکتبر ۲۰۰۲   |
| ۱۶۹۹۹۷ | 2002 TR263  | ۱۰ اکتبر ۲۰۰۲   |
| ۱۶۹۹۹۸ | 2002 TU263  | ۱۰ اکتبر ۲۰۰۲   |
| ۱۶۹۹۹۹ | 2002 TN273  | ۹ اکتبر ۲۰۰۲    |
| ۱۷۰۰۰۰ | 2002 TE281  | ۱۰ اکتبر ۲۰۰۲   |